# Gavin Newsom

Gavin Christopher Newsom / / ˈnjuːsəm / NEW - NEW ; rojen 10. oktobra 1967) je ameriški politik in poslovnež,  od leta 2019  dalje 40. guverner Kalifornije. Kot član Demokratske stranke je bil med 2011 in 2019 49. namestnik guvernerja Kalifornije,  med  2004 - 2011 pa 42. župan San Francisca.
Newsom je leta 1989 diplomiral na področju politologije na Univerzi Santa Clara. Nato je v Oakvillu v Kaliforniji ustanovil mrežo vinotek PlumpJack Group, v katero je soinvestiral Gordon Getty, milijarderski dedič in Newsomov družinski prijatelj. Podjetje je zraslo na 23 podenot, kot so vinoteke, restavracije in hoteli. Newsom je svojo politično kariero začel leta 1996, ko ga je župan San Francisca Willie Brown imenoval v mestno komisijo za parkiranje in promet.  Brown je nato naslednje leto z njim zapolnil prosto mesto v nadzornem odboru, Newsom pa so v odbor prvič izvolili leta 1998.
Newsom so leta 2003 izvolili za župana San Francisca in ga ponovno izvolili leta 2007. Leta 2010 je bil izvoljen za namestnika guvernerja Kalifornije in ponovno izvoljen leta 2014. Kot namestnik guvernerja je Newsom od leta 2012 do 2013 vodil oddajo Gavin Newsom Show, leta 2013 pa je napisal knjigo Citizenville, ki se osredotoča na uporabo digitalnih orodij za demokratične spremembe. Od leta 2025 vodi podkast This is Gavin Newsom.
Newsom je bil leta 2018 izvoljen za guvernerja Kalifornije. Med svojim mandatom se je soočil s kritikami zaradi svojega vedenja in sloga pri vodstvu med pandemijo COVID-19; vse to je prispevalo k neuspešnemu poskusu, da se ga leta 2021 odpokliče; naslednje leto je bil ponovno izvoljen z okoli 59 % glasov.

### Zgodnja leta
Gavin Christopher Newsom se je rodil 10. oktobra 1967 v San Franciscu v Kaliforniji Tessi Thomas (rojeni Menzies), sodnici državnega pritožbenega sodišča, in Williamu Alfredu Newsomu III. odvetniku za Getty Oil.  Newsom, pripadnik četrte generacije Sanfranciškanov, prihaja iz ugledne družine, ki je tesno povezana z mestom. Njegov praded po materini strani, Thomas Addis, je bil pionirski specialist za ledvice in profesor medicine na Univerzi Stanford, znan po svojih prelomnih raziskavah o boleznih ledvic.  Newsom je bratranec v drugem kolenu glasbenice Joanne Newsom,  njegova teta Barbara Newsom pa je bila poročena z Ronom Pelosijem, svakom Nancy Pelosi,  nekdanje predsednice Predstavniškega doma Združenih držav Amerike.  Starša sta se ločila leta 1971, ko je Newsom bil star tri leta; mati Tessa je sama vzgajala Gavina in njegovo mlajšo sestro Hilary Newsom Callan.  Tessa je delala tri službe – pogosto kot natakarica, knjigovodja in tajnica – da bi preživljala družino.  Pri svojih otrocih je spodbujala močno delovno etiko.  Newsom je svoje otroštvo označil za polno zahtev, deloma zaradi finančne negotovosti in zaradi boja z "precej hudo" disleksijo, stanjem, ki ga ima še vedno. 
Newsomovo izobraževanje se je začelo na École Notre Dame des Victoires, francosko-ameriški dvojezični katoliški šoli v San Franciscu, ki jo je obiskoval v vrtcu in prvem razredu. Vendar je njegova huda disleksija –  vplivala je na njegovo sposobnost brati, pisati, črkovati  in reševati računske naloge (diskalkulija) – zahtevala  premestitev.  Na Notre Dame des Victoires je nadaljeval od tretjega do petega razreda, kjer so ga vpisali v tečaje dodatnega branja, da se spopade s svojimi učnimi težavami. V vseh letih šolanja se je Newsom močno zanašal na zvočne knjige, povzetke in ustna navodila. Še vedno ima raje zvočne interpretacije dokumentov in poročil.  V intervjuju iz leta 2023 je dejal, da ga je disleksija »prisilila, da iščem rešitve in razmišljam drugače – veščine, ki jih še vedno uporabljam vsak dan kot guverner«.  Na srednji šoli Redwood v Larkspurju v Kaliforniji je Newsom kljub akademskim težavam blestel v atletiki in diplomiral leta 1985. Igral je kot branilec košarko in baseball kot zunanji igralec, tako da si je prislužil priznanje na naslovnici revije Marin Independent Journal.  Njegova sestra Hilary se je spominjala revnih Božičnih praznikov, ko jima je mati dala vedeti, da naj zaradi denarnih težav ne pričakujeta daril.  Tessa je odprla njihov dom za rejniške otroke, izkušnja, ki mu je, kot je Newsom dejal, vcepila za celo življenje nujo služiti javnosti.   Očetova navada, da daruje velik del svojega dohodka, je še dodatno zaostrila družinske finance, zaradi česar je Newsom med srednjo šolo opravljal različna dela – delal je med drugim v pralnici avtomobilov in v lokalni delikatesi – da pomaga družini. 
Newsom se je na Univerzo Santa Clara vpisal z delno štipendijo za baseball in leta 1989 diplomiral iz politologije. Prvi dve leti se je poskušal pridružiti baseball ekipi, a je konec leta 1985 prestal operacijo komolca – kasneje se je izkazalo, da gre za natrgane ulnarne kolateralne vezi – kar je končalo njegove ambicije po športni karieri.  Zasluge za spodbujanje neodvisno razmišljati in za skepso do konvencionalnih modrosti pripisuje jezuitski izobrazbi na univerzi.  V tretjem letniku je Newsom en semester v Rimu v Italiji. O tem obdobju v govoru leta 2019 dejal, da mu je »odprlo oči« in ga soočilo z globalnimi perspektivami, ki so vplivale na njegovo politično kariero. 

### Poslovna kariera
Newsom in njegovi vlagatelji so 14. maja 1991 ustanovili podjetje PlumpJack Associates LP. Skupina je leta 1992 ustanovila vinarno PlumpJack s finančno pomočjo  njegovega družinskega prijatelja Gordona Gettyja. PlumpJack je bilo ime opere, ki jo je napisal Getty, ki je investiral v 10 od 11 Newsomovih podjetij.  Getty je za San Francisco Chronicle povedal, da je Newsom bil zanj kot sin in da je zaradi tega odnosa investiral v njegov prvi poslovni podvig. Po Gettyjevih besedah so bile kasnejše poslovne naložbe posledica "uspeha prvega podviga". 
Do enega Newsomovih prvih stikov z vladanjem je prišlo, ko se je Newsom uprl zahtevi Ministrstva za javno zdravje San Francisca, da v svoji vinoteki PlumpJack namesti pomivalno korito.  Ministrstvo za zdravje je trdilo, da je vino hrana, in od trgovine zahtevalo, da v  vinoteko, katere tla so prekrivale preproge, namesti pomivalno korito v vrednosti 27.000 dolarjev, ker naj bi trgovina pomivalno korito potrebovala za metlo za brisanje tal. Ko je bil Newsom kasneje imenovan za nadzornika, je za San Francisco Examiner povedal: »S takšno birokratsko nadlogo se bom moral spopasti.« 
PumpJack je zrasel v podjetje z več kot 700 zaposlenimi.   Med letoma 1993 in 2000 so Newsom in njegovi vlagatelji odprla še več drugih podjetij, med drugim PlumpJack Squaw Valley Inn s kavarno PlumpJack (1994), vinarno v dolini Napa (1995), Balboa Café Bar and Grill (1995), PlumpJack Development Fund LP (1996), MatrixFillmore Bar (1998), podružnico trgovine PlumpJack Wines v dolini Noe (1999), trgovino z oblačili PlumpJackSport (2000) in drugo kavarno Balboa v dolini Squaw (2000).  Newsom je investiral med drugim v pet restavracij in dve trgovini z oblačili.  Med 1996 in 2001 je Newsom letno zaslužil več kot 429.000 dolarjev  Leta 2002 je bila njegova poslovna lastnina ocenjena na več kot 6,9 milijona dolarjev. 
Ko je leta 2004 postal župan, je Newsom je prodal svoj delež v podjetjih v San Franciscu. Ohranil je lastništvo v podjetjih PlumpJack zunaj San Francisca. Februarja 2006 je za svojo domačijo v soseski Russian Hill plačal 2.350.000 dolarjev, aprila 2009 pa jo dal na trg za 3.000.000 dolarjev. 

### Zgodnja politična kariera
Prve politične izkušnje je Newsom dobil med prostovoljnim delom leta 1995 v uspešni kampanji Willieja Browna za mesto župana. Newsom je v svoji kavarni PlumpJack prirejal zasebno zbiranje sredstev.  Brown je Newsoma leta 1996 imenoval na prosto mesto v Komisiji za parkiranje in promet, kasneje pa so ga izvolili za predsednika komisije. Brown ga je imenoval na mesto v nadzornem odboru San Francisca.Takrat je bil najmlajši član nadzornega odbora San Francisca.   
Newsom je prisegel pred svojim očetom in se zavezal, da bo v upravni odbor prinesel svoje poslovne izkušnje.  Brown je Newsoma označil za "del prihodnje generacije voditeljev tega velikega mesta".  Newsom se je opisal kot "socialnega liberalca in fiskalnega psa čuvaja".   Leta 1998 so ga izvolili za polni štiriletni mandat v upravni odbor. Newsom je bil ponovno izvoljen leta 2000 in 2002, kot kandidat za drugo okrožje (Pacific Heights, Marino, Cow Hollow, Sea Cliff in Laurel Heights) z najvišjo ravnijo dohodka v San Franciscu in najvišjim deležem  republikancev.  Newsom je leta 2000 plačal 500 dolarjev Republikanski stranki San Francisca, da se med kandidaturo za nadzornika leta 2000 pojavi na seznamu strankinih podpornikov.  Ponovno je bil izvoljen. 
Kot nadzornik v San Franciscu je Newsom pritegnil pozornost javnosti zaradi svoje podpore reformi mestne železnice (Muni).  Bil je eden od dveh nadzornikov, ki ju je podprla organizacija Rescue Muni, skupina uporabnikov javnega prevoza, ob njegovi ponovni izvolitvi leta 1998. Podprl je predlog B, ki je od Munija in drugih mestnih oddelkov zahteval, da razvijejo podrobne načrte za storitve za stranke.   Ukrep je bil sprejet s 56,6 % glasov.  Newsom je podprl glasovanje o ukrepu organizacije Rescue Muni; različico ukrepa so volivci odobrili novembra 1999.
Newsom je podprl tudi dovoljenje restavracijam, da strežejo alkohol na zunanjih mizah, prepoved oglasov za tobak, vidnih z ulice, strožje kazni za najemodajalce, ki kršijo zakone o nadzoru najemnin, in resolucijo, ki je bila zavrnjena, o pohvali Colina Powella za zbiranje denarja za mladinske programe.  Newsomova podpora poslovnim interesom je včasih zaostrila njegov odnos s sindikalnimi voditelji. 
Med Newsomovim delovanjem kot nadzornik je podpiral stanovanjske projekte prek javno-zasebnih partnerstev za povečanje lastništva stanovanj in cenovno dostopnih stanovanj v San Franciscu.  Podpiral je pobudo HOPE, neuspešen ukrep na lokalnih volitvah, ki bi omogočil večjo stopnjo konverzije stanovanj, če bi določen odstotek najemnikov v stavbi kupoval svoja stanovanja. Kot kandidat za župana je podprl gradnjo 10.000 novih stanovanjskih enot za ustvarjanje 15.000 novih delovnih mest v gradbeništvu
Newsomov prepoznavni dosežek kot nadzornika je bila volilna pobuda z imenom Care Not Cash (Measure N), ki je brezdomcem namesto neposredne denarne pomoči iz državnega programa splošne pomoči ponudila oskrbo, podporna stanovanja, zdravljenje odvisnosti od drog in pomoč specialistov za vedenjsko zdravje.  Številni zagovorniki pravic brezdomcev so protestirali proti pobudi. »Progresivci in demokrati, redovnice in duhovniki, zagovorniki brezdomcev in brezdomci so besneli,« je dejal Newsom.  Uspešno sprejeti referendum je dvignil njegov politični profil in zagotovil prostovoljce, donatorje in sodelavce kampanje, ki so mu pomagali postati vodilni kandidat za župana leta 2003.    V mestni reviziji, objavljeni leta 2008, je bil program ocenjen kot v veliki meri uspešen,  saj je znižal povprečno plačilo na osebo z več kot 300 $ na 78 $ in število ljudi, ki prejemajo denarna plačila, z več kot 2500 na približno 640. 

### Župan San Francisca (2004–2011)

#### Volitve
Newsom je na splošnih volitvah 4. novembra 2003 osvojil prvo mesto v konkurenci devetih kandidatov. V prvem krogu glasovanja je prejel 41,9 % glasov, kandidat Zelene stranke Matt Gonzalez pa 19,6 %, vendar se je v drugem krogu 9. decembra soočil z bolj tesno tekmo, saj je veliko mestnih progresivnih skupin podprlo Gonzaleza.  Tekma je bila strankarska, z napadi na Gonzaleza zaradi njegove podpore Ralphu Naderju na predsedniških volitvah leta 2000 in napadi na Newsoma zaradi prispevka 500 dolarjev republikanskemu poštnemu letaku leta 2000.   Demokratsko vodstvo je menilo, da morajo okrepiti San Francisco kot demokratsko trdnjavo, potem ko je izgubilo predsedniške volitve leta 2000 in volitve za odpoklic guvernerja leta 2003 proti Arnoldu Schwarzeneggerju.  Za Newsoma so se zavzemali predstavniki Nacionalne demokratske stranke, vključno z Billom Clintonom, Alom Goreom in Jessejem Jacksonom.   Pet nadzornikov je podprlo Gonzaleza, Willie Brown pa Newsoma.  
Newsom je zmagal v drugem krogu s 53 % glasov proti Gonzalezovim 47 %, kar je 11.000 glasov prednosti.  Kandidiral je kot poslovno usmerjen centrističen demokrat in zmeren politik v San Franciscu. Nekateri njegovi nasprotniki so ga označili za konservativca.   Kandidiral je pod sloganom "velika mesta, velike ideje" in predstavil več kot 21 političnih dokumentov.  Obljubil je, da bo še naprej delal na vprašanju brezdomstva v San Franciscu. 
Newsom je bil 8. januarja 2004 prisežen kot župan. Pozval je k enotnosti med mestnimi političnimi frakcijami in obljubil, da bo obravnaval vprašanja javnih šol, lukenj na cestah in cenovno dostopnih stanovanj. Newsom je dejal, da je "drugačen vodja", ki se "ne boji lotiti tudi najtežjih problemov"

#### 2007
Ko je potekel rok za oddajo vlog 10. avgusta 2007, se je razprava v San Franciscu preusmerila na Newsomov drugi mandat. Na volitvah ga je izzvalo 13 kandidatov, vključno z Georgeem Davisom, nudističnim aktivistom, in Michaelom Powersom, lastnikom seks kluba Power Exchange.  Nekdanji nadzornik konservativcev Tony Hall se je v začetku septembra umaknil zaradi pomanjkanja podpore. 
Časopis San Francisco Chronicle je avgusta 2007 izjavil, da Newsom ni bil "resno ogrožen za svojo ponovno izvolitev", saj je do začetka avgusta za svojo kampanjo za ponovno izvolitev zbral 1,6 milijona dolarjev.  Ponovno je bil izvoljen 6. novembra z več kot 72 % glasov.  Ob nastopu drugega mandata je Newsom obljubil, da se bo osredotočil na okolje, brezdomstvo, zdravstveno varstvo, izobraževanje, stanovanja in obnovo splošne bolnišnice San Francisco.  
Nacionalno pozornost je pritegnil leta 2004, ko je mestnemu in okrožnemu uradniku San Francisca naročil, da naj izdaja poročne licence istospolnim parom, s čimer je kršil državni zakon, sprejet leta 2000.  Izvajanje pobude Care Not Cash, ki jo je sponzoriral kot nadzornik, se je začelo 1. julija 2004. V okviru pobude je v mestu stalno zavetje dobilo še 5000 brezdomcev. Do leta 2007 je bilo s podporo nameščenih v stalna stanovanja približno 2000 ljudi. Drugi programi, ki jih je Newsom sprožil za odpravo kroničnega brezdomstva, so vključevali ekipo za pomoč brezdomcem San Francisca (SF HOT) in projekt Homeless Connect (PHC), ki je 2000 brezdomcem zagotovil stalna stanovanja in 5000 dodatnih najemnih enot v mestu. 
Med stavko hotelskih delavcev proti dvanajstim hotelom v San Franciscu se je Newsom 27. oktobra 2004 pridružil članom sindikata UNITE HERE pred hotelom Westin St. Francis. Obljubil je, da bo mesto bojkotiralo hotele in da ne bo sponzoriralo mestnih dogodkov v njih, dokler se z delavci ne dogovorijo o pogodbi. Spor glede pogodbe je bil rešen septembra 2006. 
Leta 2007 je podpisal zakon o ustanovitvi programa Zdravi San Francisco, da bi prebivalcem mesta zagotovil univerzalno zdravstveno varstvo, in postal prvo mesto v državi, ki je to storilo. 
Newsoma je leta 2009 napadla Demokratska stranka San Francisca, ker ni uvedel pravila mesta San Francisco o mestu, ki je zagotavljalo zaščito priseljencem, po katerem mesto ni smelo pomagati ameriški imigracijski in carinski upravi. 
Istega leta je Newsom skupaj z županom mesta New York Michaelom Bloombergom in tremi drugimi javnimi uslužbenci prejel nagrado Leadership for Healthy Communities Award za svojo zavezanost k temu, da bi bila zdrava hrana in možnosti telesne dejavnosti bolj dostopne otrokom in družinam.  Leta 2008 je gostil okroglo mizo Urbano-podeželje, na kateri je raziskal načine za spodbujanje regionalnega razvoja hrane in povečan dostop do zdrave in cenovno dostopne hrane.  Newsom je zagotovil 8 milijonov dolarjev zveznih in lokalnih sredstev za program Better Streets,  ki zagotavlja, da so vidiki javnega zdravja v celoti vključeni v procese urbanističnega načrtovanja. Podpisal je zakon o označevanju jedilnikov, ki od verig restavracij zahteva, da na svoje jedilnike natisnejo informacije o hranilni vrednosti. 

### Istospolne poroke
Newsom je leta 2004 pritegnil nacionalno pozornost, ko je mestnemu uradniku okrožja San Francisca naročil, naj izdaja poročne licence istospolnim parom, s čimer je kršil državno zakonodajo.  Avgusta 2004 je vrhovno sodišče Kalifornije razveljavilo poroke, ki jih je Newsom odobril, ker so bile v nasprotju z državno zakonodajo. Kljub temu je Newsomova nepričakovana poteza pritegnila nacionalno pozornost k vprašanju istospolnih porok in mu utrdila politično podporo v San Franciscu in v skupnosti LGBTQ+.   
Med volitvami leta 2008 je Newsom nasprotoval Predlogu 8, pobudi za glasovanje, s katero bi razveljavili sodbo vrhovnega sodišča Kalifornije, da obstaja ustavna pravica do istospolnih porok.  Podporniki Predloga 8 so izdali oglas, v katerem je Newsom v govoru o istospolnih porokah izjavil naslednje: »Ta vrata so zdaj na stežaj odprta. To se bo zgodilo, pa če vam je všeč ali ne.«  Nekateri opazovalci so opazili, da so se ankete po izidu oglasa premaknile v prid Predlogu 8; to je posledično privedlo do ugibanj, da je Newsom nenamerno igral vlogo pri sprejetju amandmaja.    

### Namestnik guvernerja Kalifornije (2011–2019)

#### 2010
Newsom je začetne dokumente za kandidaturo za namestnika guvernerja vložil februarja 2010  in svojo kandidaturo uradno napovedal marca.  Demokratsko nominacijo je prejel junija  in na volitvah zmagal 2. novembra.  Newsom je bil prisežen kot namestnik guvernerja 10. januarja 2011 in je služil pod guvernerjem Jerryjem Brownom.
Med svojim mandatom namestnika guvernerja je Newsom maja 2012 začel voditi oddajo Gavina Newsoma na kanalu Current TV. Istega meseca je bil deležen kritik, ker je Sacramento označil za "dolgočasnega" in dejal, da je tam le enkrat na teden, ter dodal, da "ni razloga", da bi bil tam sicer. 

#### 2014
Newsom je bil 4. novembra 2014 ponovno izvoljen za namestnika guvernerja, potem ko je s 57,2 % glasov premagal republikanca Rona Nehringa. Njegov drugi mandat se je začel 5. januarja 2015. 

### Smrtna kazen
Newsom je leta 2012 podprl neuspešen ukrep, katerega cilj je bil odpraviti smrtno kazen v Kaliforniji. Trdil je, da bi pobuda Kaliforniji prihranila milijone dolarjev, pri čemer je navedel statistiko, da je Kalifornija od leta 1978 dalje porabila 5 milijard dolarjev, da usmrti nič več kot 13 ljudi. 
Leta 2016 je Newsom podprl Predlog 62, ki bi prav tako razveljavil smrtno kazen v Kaliforniji.  Trdil je, da bi Predlog 62 odpravil sistem, »ki se izvaja s skrb vzbujajočimi rasnimi razlikami«, in dejal, da je smrtna kazen v osnovi nemoralna in ne odvrača od kriminala.  Predlog 62 ni bil sprejet.

### Kazensko pravosodje in legalizacija kanabisa
Leta 2014 je bil Newsom edini politik na ravni zvezne države, ki je podprl kalifornijski predlog 47 - nekatera nenasilna kazniva dejanja, kot so kazniva dejanja, povezana z drogami in premoženjem, naj bi se prerazvrstila med prekrške in ne med kazniva dejanja. Volivci so ukrep sprejeli 4. novembra 2014. 
Julija 2015 je Newsom objavil končno poročilo komisije Blue Ribbon Commission on Marihuana Policy, ki jo je leta 2013 sklical skupaj z Ameriško zvezo za državljanske svoboščine Kalifornije. Priporočila v poročilu za regulacijo marihuane so imela namen, oblikovati ukrepe za legalizacijo na glasovanju novembra 2016.  Newsom je podprl  Predlog 64, ki je legaliziral uporabo in gojenje konoplje za prebivalce Kalifornije, stare 21 let ali več. 
24. februarja 2017 je Newsom v odgovor na izjave tiskovnega predstavnika Bele hiše Seana Spicerja, ki so bile v prid izvrševanju zakona, poslal generalnemu državnemu tožilcu Jeffu Sessions in predsedniku Donaldu Trumpu pismo, v katerem ju je pozval, naj ne zaostrujeta ukrepov zveze proti podjetjem za rekreacijsko konopljo, ki se odpirajo v Kaliforniji.  Zapisal je: »Vlada ne sme odvzeti legalni in javno podprti industriji njenega poslovnega smisla ter je vrniti v roke mamilarskih kartelov in kriminalcev ...  Pozivam vas in vašo administracijo, da sodelujete s Kalifornijo in ostalimi osmimi državami, ki so legalizirale rekreativno marihuano za odrasle, na način, ki nam bo omogočil uveljavljanje naših državnih zakonov. .Zakonov, ki ščitijo javnost in naše otroke, hkrati pa ciljajo na zlonamerne akterje.« Newsom se je na Spicerjeve komentarje, ki je konopljo primerjal z opioidi, odzval: »Za razliko od marihuane so opioidi zasvojljiva in škodljiva snov, zato bi pozdravil osredotočena prizadevanja vaše administracije, da se ta posebna kriza javnega zdravja reši.« 

### Izobraževanje
Newsom se je novembra 2015 pridružil nadzorniku mestnega kolidža Long Beach Eloyu Oakleyju v kolumni, v kateri je pozval k ustanovitvi programa California College Promise, ki bi ustvaril partnerstva med javnimi šolami, javnimi univerzami in delodajalci in nudil brezplačno izobrazbo na višjih strokovnih šolah.  Leta 2016 se je pridružil županji Oaklanda Libby Schaaf ob predstavitvi programa Oakland Promise ter drugi dami Jill Biden in županu Los Angelesa Ericu Garcettiju, ko sta predstavila program LA Promise.   Junija 2016 je Newsom pomagal zagotoviti 15 milijonov dolarjev v državnem proračunu za podporo te vrste programov po vsej državi. 
Decembra 2015 je Newsom pozval Univerzo v Kaliforniji, naj uvrsti tečaje računalništva med osrednje akademske predmete, da bi spodbudila več srednjih šol k ponujanju učnih načrtov računalništva.   Podprl je uspešno zakonodajo, ki jo je septembra 2016 podpisal guverner Brown in s katero se je začel postopek načrtovanja, da se izobraževanje računalništva razširi na vse učence v državi, začenši že v vrtcu. 
Leta 2016 je Newsom na Univerzi v Kaliforniji sprejel vrsto reform, s katerimi je študentom-športnikom zagotovil dodatno akademsko podporo in pomoč v primeru poškodb ter zagotovil, da pogodbe za športne direktorje in trenerje poudarjajo akademski napredek. To je bil odgovor na več športnih programov, med drugim nogometno ekipo Univerze v Kaliforniji v Berkeleyju, ki je imela najnižji delež diplomirancev v državi.  

### Tehnologija v vladi
Newsom je svojo prvo knjigo z naslovom Citizenville: How to Take the Town Square Digital and Reinvent Government ( Kako digitalno prevzeti mestni trg in preoblikovati vlado) izdal 7. februarja 2013.   Knjiga obravnava gibanje Gov 2.0, ki se dogaja po vsej državi. Po izidu je Newsom začel sodelovati s Centrom za raziskave informacijske tehnologije v interesu družbe na Univerzi v Kaliforniji v Berkeleyju na poročilu o stanju v Kaliforniji (CRC).  CRC je platforma, optimizirana za mobilne naprave, ki prebivalcem države omogoča, da »ocenijo« svojo državo na osnovi šestih aktualnih vprašanj. CRC ponazarja ideje, predstavljene v knjigi Citizenville, in spodbuja neposredno, prek tehnologije, vključevanje javnosti v vladne zadeve. 
Leta 2015 je Newsom v sodelovanju z Inštitutom za napredno tehnologijo in javno politiko na Kalifornijski politehnični državni univerzi predstavil digitalno demokracijo, spletno orodje, ki uporablja prepoznavanje obrazov in glasu, da uporabnikom omogoča navigacijo po zakonodajnih postopkih v Kaliforniji. 

### Volitve 2010
21. aprila 2009 je Newsom napovedal svojo kandidaturo za guvernerja Kalifornije na volitvah leta 2010.  Za vodjo svoje kampanje je imenoval državnega senatorja (in bodočega zveznega senatorja) Alexa Padillo.  Septembra ga je podprl nekdanji predsednik Bill Clinton. Skozi celotno kampanjo je imel nizke številke v anketah, saj je v večini anket zaostajal za demokratskim vodilnim kandidatom Jerryjem Brownom za več kot 20 točk.    Newsom je oktobra odstopil od tekme in namesto tega kandidiral za namestnika guvernerja.   

### Volitve 2018
11. februarja 2015 je Newsom napovedal, da odpira račun za kampanjo guvernerja na volitvah leta 2018, kar mu bo omogočilo zbiranje sredstev za kampanjo za naslednika Browna na položaju guvernerja Kalifornije.  5. junija 2018 se je na nestrankarskih primarnih volitvah uvrstil med prva dva, na splošnih volitvah 6. novembra pa je z veliko prednostjo premagal republikanca Johna H. Coxa.  Newsom je prisegel 7. januarja 2019.

### Volitve za odpoklic 2021
Na začetku Newsomovega mandata je bilo sproženih več poskusov, da ga odpokličejo,  vendar brez večjega učinka. 21. februarja 2020 je Orrin Heatlie, namestnik šerifa v okrožju Yolo, vložil peticijo za odpoklic. V peticiji je bila omenjena Newsomova politika države, ki zagotavlja zatočišča, in navaja, da zakoni, ki jih je podpiral, dajejo prednost "tujim državljanom, ki so v naši državi nezakonito"; da ima Kalifornija visoko stopnjo brezdomstva, visoke davke in nizko kakovost življenja - navedene so bile druge pritožbe. 
Za izsiljene volitve za odpoklic guvernerja je bilo potrebnih skupno 1.495.709 potrjenih podpisov.  Do avgusta 2020 je bilo predloženih in s strani državnega sekretarja overjenih 55.000 podpisov, do oktobra 2020 pa je bilo predloženih 890 novih veljavnih podpisov  Rok za podpis peticije je bil sprva 17. november 2020, vendar je bil podaljšan do 17. marca 2021, potem ko je sodnik James P. Arguelles odločil, da potrebujejo prizadeti zaradi pandemije lahko več časa.  Zasluge za naraščajočo podporo odpoklicu so pripisali Newsomovi udeležbi na zabavi v pralnici The French Laundry novembra 2020 kljub njegovim ukrepom na področju javnega zdravja;  jezi volivcev zaradi zaprtja mest, izgube delovnih mest, zaprtja šol in podjetij;  in 31 milijard dolarjev vrednemu škandalu z goljufijami v državni agenciji za brezposelnost .  Dogodek French Laundry je potekal 6. novembra,  med 5. novembrom in 7. decembrom pa je bilo oddanih in preverjenih več kot 442.000 novih podpisov; med novembrom 2020 in 17. marcem 2021 je bilo oddanih 1.664.010 preverjenih podpisov, kar predstavlja približno 98 % od končnega števila 1.719.900.  
Med kampanjo je Newsom primerjal prizadevanja za odpoklic s poskusi razveljaviti predsedniške volitve v Združenih državah Amerike leta 2020.  Volitve za odpoklic so bile izvedene 14. septembra 2021 in le 38 % jih je glasovalo za odpoklic Newsoma, zato je ostal na položaju.  

### Volitve 2022
Leta 2022 je bil Newsom izvoljen za drugi mandat, potem ko je s 59,2 % glasov premagal republikanskega senatorja Briana Dahleja. To je bila manjša zmaga kot leta 2018 in prvič po letu 2010, da demokratski kandidat za guvernerja ni osvojil vsaj 60 % glasov. 

### Guverner Kalifornije (2019–danes)
Analiza CalMatters, objavljena leta 2019, je pokazala, da so Newsomova politična stališča bolj zmerna kot stališča skoraj vseh demokratskih državnih zakonodajalcev v Kaliforniji. 

### Imenovanja
Potem ko je bila ameriška senatorka Kamala Harris na predsedniških volitvah leta 2020 izvoljena za podpredsednico Združenih držav Amerike, je Newsom imenoval državnega sekretarja Kalifornije Alexa Padillo, da jo nasledi kot najmlajši senator ZDA. Za zamenjavo Padille na mestu državnega sekretarja je Newsom imenoval poslanko Shirley Weber.    Potem ko je ameriški senat potrdil Xavierja Becerro za ameriškega ministra za zdravje in socialne zadeve, je Newsom imenoval Roba Bonto za generalnega državnega tožilca Kalifornije.  V intervjuju z Joy Reid so Newsoma vprašali, ali bi imenoval temnopolto žensko, da nadomesti Dianne Feinstein, če bi se ta upokojila iz senata ali umrla pred koncem svojega mandata leta 2024 ; Newsom je odgovoril z da.   Feinstein je umrla septembra 2023, Newsom pa se je soočil s pritiskom, da hitro imenuje naslednico.  Izpolnil je svojo obljubo in na to mesto imenoval Laphonza Butlerja. 

### Smrtna kazen
13. marca 2019, tri leta po tem, ko so volivci tesno zavrnili odpoklic , je Newsom razglasil moratorij za smrtno kazen in tako prepovedal kakršno koli usmrtitev v državi, dokler je guverner. Ta poteza je privedla tudi do umika trenutnega protokola za smrtonosne injekcije v državi in zaprtja sobe za usmrtitve v državnem zaporu San Quentin.  V intervjuju za oddajo CBS This Morning je Newsom dejal, da je smrtna kazen "rasističen sistem .... ki ohranja neenakost. To je sistem, ki ga z mirno vestjo ne morem podpreti."  Moratorij je odobril začasno odložitev kazni vsem 737 zapornikom, ki so v Kaliforniji na čakalni vrsti na smrt - tedaj največji čakalni vrsti na smrt na zahodni polobli. 
Januarja 2022 je Newsom državi naročil, naj začne ukinjati oddelek za smrtno kazen v San Quentinu in jo preoblikuje v "prostor za rehabilitacijske programe",  saj se vsi obsojeni zaporniki selijo v druge zapore z najvišjo stopnjo varnosti. Volivci v državi so leta 2012 in 2016 podprli smrtno kazen, pri čemer so se s slednjim ukrepom strinjali s premestitvijo obsojenih v druge zapore.  Medtem ko je anketa iz leta 2021, ki jo je izvedel Inštitut za vladne študije UC Berkeley in jo je sofinanciral Los Angeles Times, pokazala upad podpore smrtni kazni med kalifornijskimi volivci,   so republikanski nasprotniki kritizirali Newsomove poteze za ukinitev smrtne kazni v Kaliforniji kot kljubovanje volji volivcev, zagovorniki smrtne kazni pa so dejali, da so družinam žrtev umorov preprečili obrniti list. 

### Pomilostitve
V odgovor na zatiranje priseljencev s kazensko evidenco, ki ga je sprejela Trumpova administracija, je Newsom ljudem v tej situaciji namenil večjo pozornost.  Pomilostitev lahko odpravi razloge za deportacijo priseljencev, ki bi sicer imeli pravico, da postanejo zakoniti stalni prebivalci. Prošnje za pomilostitev ljudi, ki jim grozi deportacija, pospešeno obravnava državni odbor za pogojni odpust v skladu s kalifornijskim zakonom iz leta 2018.  Newsom je maja 2019 v svojih prvih dejanjih pomilostitve kot guverner pomilostil sedem nekdanjih zaprtih oseb, vključno z dvema kamboškima beguncema, ki se soočata z deportacijo.  Novembra 2019 je pomilostil tri moške, ki so se poskušali izogniti deportaciji v Kambodžo ali Vietnam. Vsak od njih je ločeno storil kazniva dejanja, ko je bil star 19 let.  Decembra 2019 je Newsom pogojno odpustil kamboškemu beguncu, ki je bil zaradi umora pridržan v kalifornijskem zaporu. Čeprav so skupine za pravice priseljencev želele, da Newsom ukine politiko, ki dovoljuje premestitev zveznim agentom, je bil begunec po izpustitvi predan zaradi morebitne deportacije. 
13. januarja 2022 je Newsom zavrnil pogojni izpust Sirhanu Sirhanu, morilcu Roberta F. Kennedyja, ki ga je komisija za pogojni izpust priporočila za pogojni izpust po 53 letih zapora.  Newsom je za Los Angeles Times napisal kolumno, v kateri je dejal, da Sirhanu "še vedno manjka spoznanje, ki bi ga odvrnilo od nevarnih in uničujočih odločitev, kot jih je sprejemal v preteklosti. Najbolj očiten dokaz, da mu manjka spoznanje, je njegova spreminjajoča se pripoved o atentatu na Kennedyja in njegovo trenutno zavračanje odgovornosti zanj." 

### Reforma policije
Newsom je podprl predlog zakona skupščine 1196, ki bi v Kaliforniji prepovedal pritiskati na karotidne arterije in daviti. Trdil je, da ni več mesta za policijsko taktiko, »katere namen je dobesedno preprečiti dotok krvi v možgane in ki nima več mesta v 21. stoletju.«  
Septembra 2021 je Newsom podpisal zakonodajo, ki je zvišala minimalno starost za delo policista z 18 na 21 let. V zakonih so bile tudi omejitve glede uporabe solzivca in prepoved policijskim oddelkom zaposlovati policiste po kršitvah ali kaznivih dejanjih. Med zakoni je bil tudi zakon o Georgeu Floydu, ki od policistov zahteva, da posredujejo, če so priča pretirani uporabi sile s strani drugega policista. 

#### Transseksualni zaporniki
Septembra 2020 je Newsom podpisal zakon, ki dovoljuje namestitev transspolnih zapornikov iz Kalifornije v zapore, ki ustrezajo njihovi spolni identiteti. Zahteva zapornika se lahko zavrne na podlagi "pomislekov glede upravljanja ali varnosti".   V odgovor je Ženska osvobodilna fronta vložila tožbo, v kateri trdi, da je zakon "neustaven in ustvarja nevarno okolje za ženske v ženskih ustanovah". 

### Katastrofe in izredne razmere

#### Pandemija COVID-19
Newsom je 4. marca 2020 razglasil izredne razmere po prvi smrti v Kaliforniji, ki jo je mogoče pripisati  SARS-CoV-2 (COVID-19).   Njegova izrečena namera je bila pomagati Kaliforniji pri pripravi na širjenje COVID-19 in njegovo zajezitev.  Razglasitev izrednih razmer je državnim agencijam omogočila, da  laže nabavljajo opremo in storitve, laže izmenjujejo informacije o bolnikih, in omilila omejitve glede uporabe državnih nepremičnin in objektov. Newsom je tudi napovedal, da bodo prednostno obravnavali blažjo obravnavanje približno 108.000 brezdomcev v državi, s precejšnjim pritiskom, da se preselijo v zaprte prostore. 
Newsom je izdal izvršni odlok, ki je državi omogočil, da zaseže hotele in zdravstvene ustanove za zdravljenje bolnikov s COVID-19, vladnim uradnikom pa je dovolil, da organizirajo zasebne telekonference, ne da bi kršili zakone o odprtih sestankih.  Prav tako je lokalnim šolskim okrožjem naročil, naj sama odločajo o zaprtju šol, vendar je z izvršnim odlokom zagotovil, da bodo potrebe učencev zadovoljene ne glede na to, ali je njihova šola fizično odprta ali ne. Ministrstvo za kmetijstvo ZDA je odobrilo zahtevo Newsomove administracije, da se med zaprtjem šol ponudi storitev prehrane, med drugim možnost, da družine te obroke prevzamejo v knjižnicah, parkih ali drugih lokacijah zunaj šolskega naselja. Približno 80 % učencev v kalifornijskih javnih šolah prejema brezplačne ali znižane obroke. Ta izvršni odlok je vseboval nadaljnje financiranje možnosti učenja na daljavo in možnosti varstva otrok med delovnim časom. 
Ker se je število potrjenih primerov COVID-19 v državi še naprej večalo, je Newsom 15. marca pozval ljudi, stare 65 let in več, ter tiste s kroničnimi zdravstvenimi težavami, naj se izolirajo. Pozval je tudi bare ter degustacijske sobe v pivovarnah in vinskih kleteh, da zaprejo svoja vrata za goste. Nekatere lokalne jurisdikcije so se odločile za obvezno zaporo.  Zaprtje je bilo razširjeno na kinodvorane in fitnes klube. Restavracije je pozval, naj prenehajo streči obroke v svojih lokalih in ponujajo le obroke za s seboj.  Njegov ukaz karantene doma, ki je veljal v vsej državi, je postal obvezen 19. marca. Dovoljeval je gibanje zunaj doma za nujne primere ali rekreacijo, vendar so morali ljudje ohranjati varno razdaljo.  Dejavnost, "potrebna za ohranitev neprekinjenega delovanja zveznih sektorjev kritične infrastrukture, kritičnih vladnih služb, šol, varstva otrok in gradbeništva", je bila izključena iz ukaza. Bistvene storitve, kot so trgovine z živili in lekarne, so ostale odprte. Newsom je zagotovil državna sredstva za plačilo zaščitnih ukrepov, kot so nastanitve v hotelskih sobah za bolnišnične in druge bistvene delavce, ki se bojijo vrnitve domov in okužbe družinskih članov.  Do 26. aprila je v izrednih razmerah, medtem ko zakonodajni organ še ni zasedal, izdal 30 izvršilnih odredb. 
28. aprila je Newsom skupaj z guvernerji Oregona in Washingtona napovedal "skupni pristop" k ponovnemu odprtju svojih gospodarstev.   Njegova administracija je predstavila ključne kazalnike za spremembo njegovega mandata ostajanja doma, vključno z možnostjo natančnega spremljanja in sledenja morebitnim primerom, preprečevanja okužb ljudi z visokim tveganjem, povečanja zmogljivosti v bolnišnicah za nujne primere, razvoja terapevtskih sredstev, zagotavljanja fizične distance v šolah, podjetjih in vrtcih ter razvoja smernic za ponovno vzpostavitev izolacije, če se virus poveča.  Načrt za konec zaprtja je imel štiri faze.  Newsom je poudaril, da bo rahljanje omejitev temeljilo na podatkih, ne na datumih, in dejal: "Načrte za ponovno odprtje bomo utemeljili na dejstvih in podatkih, ne na ideologiji. Ne na tem, kar si želimo. Ne na tem, kar upamo."  Glede vrnitve Major League Baseball in NFL je dejal: "V tem pričakovanju bi bil zelo previden." 
V začetku maja je Newsom napovedal, da se bodo nekatere trgovine lahko ponovno odprle za prevzem. Večina Kalifornijcev je odobravala Newsomovo ravnanje v krizi in jih je bolj skrbelo prezgodnje kot prepozno ponovno odprtje, vendar so proti tem politikam potekale demonstracije in protesti.  Pod pritiskom je Newsom prenesel več pravic odločanja glede ponovnega odprtja na lokalno raven.  Istega meseca je napovedal načrt, da bodo imeli registrirani volivci na novembrskih volitvah možnost glasovati po pošti. Kalifornija je bila prva zvezna država v državi, ki se je zavezala, da bo vsem registriranim volivcem za novembrske splošne volitve pošiljala glasovnice po pošti. 
Ko se je država odprla, je Los Angeles Times ugotovil, da se je število novih hospitalizacij zaradi koronavirusa v Kaliforniji začelo povečevati okoli 15. junija s hitrostjo, ki je nismo videli od začetka aprila, takoj po tem, ko se je virus začel hitro širiti po državi.  Newsom je 18. junija uvedel obvezno nošenje mask za vse Kalifornijce, da bi zmanjšal širjenje COVID-19.   Izvršba bi bila v pristojnosti lastnikov podjetij, saj lokalni organi pregona neupoštevanje predpisov obravnavajo kot manjši prekršek.  Do konca junija je sedmim okrožjem odredil zaprtje barov in nočnih klubov, osmim drugim okrožjem pa priporočil, naj zaradi porasta primerov korona bvirusa v nekaterih delih države same ukrepajo in zaprejo ta podjetja.  Na redni tiskovni konferenci 13. julija, ko je odredil ponovno uvedbo zaprtja barov in prehranjevanja v zaprtih prostorih restavracij, je dejal: »Opažamo porast širjenja virusa, zato je dolžnost vseh nas, da trezno priznamo, da COVID-19 ne bo kmalu izginil, dokler ne bo cepiva ali učinkovite terapije.« 
Čeprav je Newsomova administracija leta 2020 uvedla nekatere najstrožje omejitve zaradi pandemije v državi, je imela Kalifornija do maja 2021 29. najvišjo stopnjo umrljivosti od vseh 50 držav  Monica Gandhi, profesorica medicine na UCSF, je dejala, da kalifornijski omejevalni pristop "ni privedel do boljših zdravstvenih rezultatov", in kritizirala kalifornijsko zamudo pri izvajanju novih priporočil CDC, ki so popolnoma cepljene oproščala večine zahtev po nošenju mask v zaprtih prostorih, hkrati pa dejala, da odločitev nima znanstvene utemeljitve in bi lahko povzročila "stransko škodo".  

#### Goljufije in dolgovi zaradi brezposelnosti med pandemijo
Januarja 2021 je Los Angeles Times poročal, da je Newsomova administracija slabo upravljala z 11,4 milijarde dolarjev z izplačilom nadomestil za brezposelnost neupravičenim prosilcem, zlasti tistim, ki so bila izplačana prek zvezno financiranega programa pomoči za brezposelnost med pandemijo.  Nadaljnjih 19 milijard dolarjev zahtevkov je bilo še vedno v preiskavi zaradi goljufije.  Hkrati so se upravičeni prosilci soočali z dolgimi zamudami pri prejemanju nadomestil.  Državni sistem za brezposelnost je nadzorovala kalifornijska ministrica za delo Julie Su, ki jo je imenoval Newsom, predsednik Joe Biden pa jo je kasneje februarja 2021 imenoval za namestnico ministra za delo. 
Politični nasprotniki so krizo pripisali neuspehu Newsomove administracije, da bi upoštevala številna opozorila zveznih uradnikov o morebitnih goljufijah, medtem ko je Newsomova administracija dejala, da je k goljufijam prispevala tudi Trumpova administracija, ki ni zagotovila ustreznih smernic za nov program, ki ga financira zvezna vlada.  Strokovnjaki so povedali, da velik del goljufij očitno izvira iz mednarodnih kriminalnih združb v 20 državah.    Poročilo kalifornijske državne revizorke Elaine Howle navaja, da je bilo 810 milijonov dolarjev izplačanih prosilcem, ki so goljufivo vložili prošnje v imenu zapornikov v državnem zapornem sistemu. 

#### Gozdni požari
Zaradi množičnega odmiranja dreves po vsej Kaliforniji, ki bi lahko povečalo tveganje za požare v naravi, je Newsom 22. marca 2020 razglasil izredne razmere v pripravah na sezono požarov v naravi 2020.  Po razglasitvi izrednih razmer 18. avgusta je poročal, da se država bori s 367 znanimi požari, od katerih so mnoge sprožile močne nevihte 16. in 17. avgusta.  Njegovo prošnjo za pomoč z izdajo zvezne razglasitve naravne nesreče po šestih večjih požarih v naravi je Trumpova administracija najprej zavrnila, a jo je sprejela, potem ko se je Trump pogovoril z Newsomom. 
23. junija 2021 je postaja NPR CapRadio poročala, da sta Newsom in Cal Fire januarja 2020 lažno trdila, da je 90,000 akri (36,422 ha) zemljišč, ki so bila ogrožena zaradi požarov v naravi, je bilo obdelanih z odmori za gorivo in predpisanimi požigi; dejansko obdelana površina je znašala 11,399 akri (4,613 ha), kar je precenitev za 690 %.   Po poročanju CapRadia so se odmori za gorivo pri 35 "prednostnih projektih", ki jih je Newsom oglaševal in ki naj bi zagotovili hitro evakuacijo prebivalcev, hkrati pa preprečili prometne zastoje in ponovitev dogodkov v požaru leta 2018, ki je uničil mesto Paradise, kjer je v svojih vozilih zgorelo vsaj osem evakuirancev, v skoraj vsakem primeru trudili ublažiti širjenje ognja, hkrati pa niso uspeli preprečiti prometnih zastojev med evakuacijo.  Istega dne, ko je CapRadio razkril to napako, so uhajajoča elektronska sporočila pokazala, da je Newsomov izbrani vodja gasilske enote v Kaliforniji odredil, da se prvotna izjava odstrani.  V drugem poročilu iz aprila 2022 je CapRadio ugotovil, da program, ki ga je leta 2020 Newsomova administracija sprejela, da pospeši implementacijo visoko prednostnih projektov za preprečevanje požarov, ni dosegel napredka. 
KXTV je objavil vrsto poročil, ki so kronološko opisovala odgovornost družbe PG&E po 91 kaznivih dejanjih, ki jih je zagrešila v požarih v Santa Rosi in Paradiseu. Newsoma so obtožili, da je od družbe PG&E sprejemal donacije za kampanjo, da bi spremenil odločitev komisije CPUC o varnostni licenci družbe PG&E. Sprememba bonitetne ocene je družbi PG&E omogočila, da se je izognila milijardam dolarjev dodatnih stroškov. Newsoma so obtožili tudi, da je prek zakona AB 1054 ustanovila Sklad za zavarovanje pred požari v naravi z uporabo pristojbin davčnih zavezancev, da bi se družba PG&E lahko izognila finančnim izgubam   in stroške odgovornosti prenesla na davčne zavezance in davkoplačevalce.  

#### Protesti v Los Angelesu junija 2025
Junija 2025 so v Los Angelesu po seriji zveznih racij na priseljence izbruhnili protesti. Medtem ko so demonstracije neprekinjeno tekle dalje, je predsednik Trump ukazal, da se do 4000 pripadnikov kalifornijske nacionalne garde priključi zveznim silam in odločil, da marinci ameriških oboroženih sil pomagajo pri ukrepih proti demonstrantom. Newsom se s tem ni strinjal, ker gre po njegovem za neustavno prekoračitev zveznih pooblastil. 9. junija je zvezna država Kalifornija pod vodstvom Newsoma vložila zvezno tožbo Newsom proti Trumpu, v kateri je izpodbijala zakonitost  sodelovanja oboroženih sil. V tožbi je bilo navedeno, da je ukaz presegel predsednikova zakonska pooblastila v skladu z 10 USC § 252 in kršil deseti amandma ter zakon Posse Comitatus.

### Energija in okolje
Po nastopu funkcije leta 2019 je Newsom nasledil Browna kot sopredsednik Združenja za podnebje Združenih držav. Septembra 2019 je Newsom zavrnil zakon SB 1, ki bi ohranil varstvo okolja na državni ravni, ki naj bi bilo na nacionalni ravni ukinjeno v skladu z okoljsko politiko Trumpove administracije.  Februarja 2020 je Newsomova administracija tožila zvezne agencije zaradi ukinitve ukrepov za zaščito ogroženih rib v delti reke Sacramento–San Joaquin leta 2019.  
Newsom se je udeležil vrha ZN o podnebnih ukrepih leta 2019, kjer je govoril o Kaliforniji kot o voditeljici pri podnebju zaradi dejanj guvernerjev pred njim.   Avgusta 2020 je nagovoril Demokratsko nacionalno konvencijo 2020. V svojem govoru je omenil podnebne spremembe in gozdne požare, ki so takrat divjali v Kaliforniji.  23. septembra 2020 je Newsom podpisal izvršni ukaz o postopni opustitvi prodaje vozil na bencin in zahtevi, da bodo vsa nova osebna vozila, prodana v državi, do leta 2035 brez emisij.  Zakoni, ki jih je podpisal septembra s poudarkom na okolju, so vključevali komisijo za preučevanje pridobivanja litija v okolici Saltonskega morja. 
Med svojo kampanjo leta 2018 je Newsom obljubil, da bo poostril državni nadzor nad hidravličnim drobljenjem in pridobivanjem nafte.  Na začetku svojega guvernerskega mandata je njegova administracija odobrila nove zakupne pogodbe za nafto in plin na javnih zemljiščih s približno dvakrat večjo hitrostjo kot v prejšnjem letu.    Ko so Newsoma vprašali o tem razvoju dogodkov, je dejal, da ni seznanjen s stopnjo odobritev, in kasneje odpustil vodjo Oddelka za nafto, plin in geotermalne vire.  Novembra 2019 je uvedel moratorij na nove odobritve v državi, dokler dovoljenj za te projekte ne bo pregledala neodvisna skupina znanstvenikov.  Državne agencije so aprila 2020 nadaljevale z izdajanjem novih dovoljenj za hidravlično drobljenje.  Leta 2021 je Center za biotsko raznovrstnost tožil Newsomovo administracijo zaradi nadaljnje prodaje zakupnih pogodb za nafto in plin, organizacija Consumer Watchdog pa je pozvala, da jih neha prodajati.   Aprila 2021 se je Newsom zavezal, da bo do leta 2024 končal s prodajo zakupnih pogodb za plin in do leta 2045 končal črpanje nafte.  Oktobra 2021 je predlagal 3,200 ft (0,975 m) širok varovalni pas med novimi lokacijami za črpanje fosilnih goriv in gosto poseljenimi območji. 
Leta 2022 so cene bencina v Kaliforniji presegle 6 dolarjev na galono. Newsom je to pripisal pohlepu podjetij in pretiranemu zviševanju cen s strani naftnih družb. Septembra 2022 je predlagal davek na nepričakovani dobiček in kazen za naftne družbe. 28. marca 2023 je Newsom podpisal zakon, ki Kalifornijski energetski komisiji dovoljuje, da določi "prag dobička, nad katerim bi se podjetjem naložila finančna kazen", od naftnih družb zahteva, da državnim regulatorjem poročajo o dodatnih podatkih o dobičku, in ustvarja nov nadzorni oddelek Kalifornijske energetske komisije za preiskavo pretiranih zniževanj cen v bencinski industriji. 

### Etični zadržki

#### Donacije neprofitni organizaciji soproge
Časopis Sacramento Bee je poročal, da je neprofitna organizacija Jennifer Siebel Newsom The Representation Project od korporacij, ki so v zadnjih letih lobirale pri državni vladi, vključno s PG&E, AT&T, Comcast in Kaiser Permanente, prejela več kot 800.000 dolarjev donacij. Siebel Newsom je od ustanovitve neprofitne organizacije leta 2011 prejela 2,3 milijona dolarjev plače. Leta 2021 je guverner Newsom dejal, da ne vidi nobenega konflikta interesov, če  neprofitna organizacija njegove žene sprejema donacije od podjetij, ki lobirajo pri njegovi administraciji. 

#### Donacije za kampanjo
Februarja 2024 je Bloomberg News poročal, da si je Newsom prizadeval za izjemo za podjetja, ki pečejo in prodajajo kruh v AB 1228,  zakon, ki zvišuje minimalno plačo v državi za delavce v restavracijah s hitro prehrano na 20 dolarjev na uro. Izjema je vključevala 24 pekarn/kavarn Panera Bread v lasti Grega Flynna, poslovneža, ki je Newsomovim kampanjam v preteklih letih doniral 100.000 in 64.800 dolarjev. Republikanski zakonodajalci so pozvali k preiskavi nenavadne izjeme. Ko so ga novinarji vprašali o izjemi, je Newsom dejal: »To je del izdelave klobas. Pogovarjali smo se in to je bil del pogajanj. Takšna je narava pogajanj.« ... Vse to je bilo del dajanja in prejemanja ter kolektivna modrost zakonodajalca, kar je na koncu privedlo do mojega podpisa."  
Septembra 2024 je Los Angeles Times poročal, da je Newsom podpisal zakon AB 3206 , s katerim je za določen lokal, Intuit Dome, v lasti nekdanjega izvršnega direktorja Microsofta Steva Ballmerja, uvedel izjemo od državnega zakona o alkoholu na zadnji poziv. Ballmerjeva žena Connie Ballmer je leta 2021 Newsomovi kampanji darovala milijon dolarjev. Strokovnjaki za etiko so zakon kritizirali, ker je izključno koristil velikemu donatorju Newsoma. »Zagotovo bo postalo problem za njegove nasprotnike in kritike, ko bodo opozarjali na dejstvo, da se zdi, da je nudil posebno uslugo bogatemu lastniku športne franšize, njenemu objektu in njegovim bogatim navijačem. Preprosto ne izgleda dobro,« je dejal John Pelissero, direktor vladne etike na Univerzi Santa Clara. Newsomov tiskovni predstavnik je dejal: »Guvernerjeve odločitve o zakonodaji se sprejemajo izključno na podlagi vsebine vsakega zakona.«  

### Izvršna oblast in odredbe
Na splošno je Newsom zavrnil zakonodajo s stopnjo veta, primerljivo s stopnjo njegovih predhodnikov. Med letoma 2019 in 2021 je v povprečju zavrnil 12,7 % zakonov, ki jih je zakonodajni organ sprejel. Stopnja se je v treh zakonodajnih sejah zmanjšala. Newsomovi veti so vključevali zakone, ki dovoljujejo glasovanje po vrstnem redu, zahtevajo predmet etnične študije kot pogoj za maturo, urejajo umetno inteligenco in zmanjšujejo kazni za prekrške pešcev.
Newsom je med zakonodajnim zasedanjem leta 2020 uporabil večje število izvršilnih odredb kot je to običajno.  

### Nadzor nad orožjem
Kot namestnik guvernerja leta 2016 je bil Newsom uradni zagovornik Predloga 63. Glasovalni ukrep je med drugim zahteval preverjanje preteklosti in dovoljenje kalifornijskega ministrstva za pravosodje za nakup streliva. V odgovor na množično streljanje v Virginia Beachu leta 2019 je Newsom pozval k nacionalnim preverjanjem preteklosti ljudi, ki kupujejo strelivo.  Kasneje istega leta se je odzval na streljanje na festivalu česna v Gilroyu, tako da je izrazil podporo drugemu amandmaju in dejal, da bi si želel nacionalnega sodelovanja pri nadzoru "orožja za prekleto množično uničevanje".  Dejal je tudi: "V ta streljanja so pretežno, skoraj izključno, vpleteni moški, fantje, 'moški' – to sem postavil v ohlapne narekovaje. Mislim, da to v pogovorin na zveznem nivoju manjka." 
10. junija 2021 je Newsom zveznega sodnika Rogerja Beniteza označil za "hladnokrvnega ideologa" in "podružnico v stoodstotni lasti lobija Nacionalnega združenja za strelsko orožje", potem ko je Benitez razveljavil kalifornijsko prepoved jurišnega orožja.  Medtem ko je prepoved ostala v veljavi, ko se je država pritožila na sodbo, je Newsom predlagal zakonodajo, ki bi posameznikom omogočila uveljavljanje prepovedi, potem ko je vrhovno sodišče Združenih držav zavrnilo razveljavitev zakona o srčnem utripu v Teksasu, ki posameznikom omogoča prijavo nepooblaščenih splavov. 
Leta 2022 je Newsom podpisal zakone o nadzoru orožja, ki jih je sprejela kalifornijska zakonodaja. 1. julija je podpisal zakon št. 1621, ki omejuje zasebno izdelano strelno orožje, za katero je bilo ugotovljeno, da je povezano z več kot 100 nasilnimi kaznivimi dejanji v Los Angelesu, in zakon št. 2571, ki prepoveduje trženje strelnega orožja, kot je JR-15, otrokom.   22. julija je Newsom podpisal zakon št. 1327, ki posameznikom omogoča, da tožijo vsakogar, ki uvaža, distribuira, proizvaja ali prodaja nezakonito strelno orožje v Kaliforniji.  Zakon od sodišč zahteva, da dosodijo zakonsko določeno odškodnino v višini najmanj 10.000 dolarjev in odvetniške stroške. 
8. junija 2023 je Newsom predlagal 28. amandma k ameriški ustavi, s katerim bi se starost za nakup strelnega orožja zvišala na 21 let, uvedlo univerzalno preverjanje preteklosti za nakup orožja, predpisale čakalne dobe in prepovedalo jurišno orožje za civiliste.  

### Splav
Decembra 2021 je Newsom napovedal svojo namero, da bo Kalifornijo spremenil v "zatočišče" za splav, kar je vključevalo morebitno plačilo postopkov, potovanja in nastanitve za tiste, ki želijo splav izven države, če bo postopek prepovedan v državah, ki jih vodijo republikanci.  Marca 2022 je podpisal zakon, ki od zasebnih zdravstvenih zavarovalnic v državi zahteva, da v celoti krijejo postopke splava z odpravo povezanih doplačil in odbitnih franšiz ter zvišanjem zavarovalnih premij.  Februarja 2023 je Newsom organiziral Zavezništvo za reproduktivno svobodo, ki ga sestavljajo guvernerji držav, ki podpirajo splav in reproduktivne pravice. 
Potem ko je Walgreens marca 2023 napovedal, da bo zavrnil izdajanje tablet za splav v 21 državah, kjer je to nezakonito, je Newsom tvitnil: »Kalifornija ne bo poslovala z @walgreens – ali katerim koli drugim podjetjem, ki se prikrade pred skrajneži in ogroža življenja žensk.« Dejal je tudi, da se Walgreens predaja »desničarskim nasilnežem« in da bo določil, kako lahko Kalifornija prekine stike z Walgreens.  Nakazal je, da želi preklicati 54 milijonov dolarjev vredno pogodbo Walgreens s kalifornijskim državnim zapornim sistemom.  Walgreens prejme tudi 1,5 milijarde dolarjev za izdajanje receptov za 15 milijonov ljudi, vpisanih v državni program Medi-Cal (kalifornijska različica Medicaida).  Pravni strokovnjaki so povedali, da zvezni zakoni o Medicaidu ne dovoljujejo, da bi zdravstveni načrti diskvalificirali ponudnike iz razlogov, ki niso goljufija ali kršitve pogodb, določbe, ki so konservativnim državam preprečile, da bi blokirale porabo Medicaida za klinike Planned Parenthood. 

### Zdravstvo
Newsom se je zavzemal za znižanje stroškov zdravstvenega varstva in povečanje dostopnosti. Izrazil je tudi podporo vzpostavitvi univerzalnega državnega zdravstvenega sistema.  Proračun, sprejet junija 2019, je razširil upravičenost do programa Medi-Cal z izključno nedokumentiranih mladoletnih otrok na nedokumentirane mlade odrasle, stare od 19 do 25 let.  Leta 2021 je Newsom podpisal zakonodajo, ki je razširila upravičenost do programa Medi-Cal na nedokumentirane prebivalce, starejše od 50 let.   30. junija 2022 je podpisal državni proračun v višini 307,9 milijarde dolarjev, ki "obvezuje, da bodo vsi odrasli z nizkimi dohodki do leta 2024 upravičeni do državnega programa Medicaid, ne glede na njihov priseljenski status." S tem proračunom bi Kalifornija postala prva ameriška zvezna država, ki bi zagotovila zdravstveno varstvo vsem nedokumentiranim priseljencem z nizkimi dohodki, za stroške 2,7 milijarde dolarjev na leto. 
Newsoma so v začetku leta 2022 kritizirali, ker je odstopil od podpore univerzalnemu zdravstvenemu varstvu in ni podprl CalCare, zakonskega predloga skupščine 1400, ki bi v Kaliforniji uvedel enotnega plačnika zdravstvenega varstva ; kritiki so namignili, da je na njegovo mnenje vplivalo nasprotovanje poslovnih interesov, ki so Newsomu in njegovi stranki donirali velike vsote.  
6. julija 2022 je Newsom podpisal senatski zakon 184, s katerim je bil ustanovljen Urad za cenovno dostopnost zdravstvenega varstva, z navedenim ciljem "razvoja politik, ki temeljijo na podatkih, in izvršljivih stroškovnih ciljev, s končnim ciljem omejevanja stroškov zdravstvenega varstva". 
Oktobra 2023 je Newsom zavrnil zakon o omejitvi doplačil za inzulin na 35 dolarjev.  

### Brezdomstvo in pomanjkanje stanovanj
Anketa je pokazala, da so kalifornijski volivci menili, da je najpomembnejše vprašanje, s katerim se bosta Newsom in državni zakonodajalec ukvarjala v letu 2020, brezdomstvo.  V prvem tednu svojega mandata je Newsom zagrozil, da bo odvzel državno financiranje infrastrukture skupnostim, ki ne bodo sprejele ukrepov za ublažitev pomanjkanja stanovanj v Kaliforniji.   Konec januarja 2019 je napovedal, da bo tožil Huntington Beach zaradi preprečevanja gradnje cenovno dostopnih stanovanj.  Leto pozneje je mesto ukrepalo, da bi poravnalo tožbo države.  Newsom nasprotuje načelu NIMBY (ne na mojem dvorišču) in je leta 2022 izjavil, da "NIMBYizem uničuje državo".     Leta 2021 je podpisal dva zakona, ki sta zmanjšala omejevalne predpise o prostorskem načrtovanju stanovanj in omogočila gradnjo dvojčkov in štiristanovanjskih hiš na parcelah, ki so bile prej namenjene izključno enodružinskim hišam.  Newsom je podpisal tudi zakon, ki pospešuje postopek okoljske presoje
Leta 2022 je Newsom podpisal 39 zakonov, namenjenih reševanju stanovanjske krize v Kaliforniji, od katerih so trije vključevali obsežno reformo rabe zemljišč.  En zakon je odpravil minimalne parkirne zahteve za stanovanja v bližini postaj javnega prevoza po vsej državi.  Michael Manville, profesor urbanističnega načrtovanja na šoli za javne zadeve Luskin na UCLA, ga je označil za »eno največjih reform rabe zemljišč v državi«. Drug zakon je razvijalcem omogočil gradnjo stanovanj na nekaterih parcelah, ki so bile prej izključno namenjene komercialni uporabi, brez dovoljenja lokalnih oblasti, če je bil določen odstotek stanovanj cenovno dostopen.  Tretji zakon je omogočil gradnjo stanovanj po tržnih cenah na nekaterih parcelah, ki so bile prej izključno namenjene komercialni uporabi.  Na slovesnosti ob podpisu zadnjih dveh zakonov je Newsom lokalne oblasti, ki imajo zgodovino blokiranja in odlašanja gradnje stanovanj, opozoril, da bodo odgovorne za bodoče obstrukcionizem stanovanjske gradnje.  Drugi zakoni, ki jih je Newsom podpisal, so od lokalnih oblasti zahtevali, da "v strogem časovnem okviru odobrijo ali zavrnejo različna gradbena dovoljenja", in poenostavili projekte stanovanj za študente in fakultete, tako da so kalifornijskim fakultetam omogočili, da se izognejo zapletenim postopkom pregleda za nove projekte.  Ukrepi in dejavnosti za zmanjšanje brezdomstva v Kaliforniji še niso rešili problema.  Število brezdomcev je januarja 2023 doseglo rekordnih več kot 181.000.  Po mnenju nekaterih mora Kalifornija za reševanje tega problema zgraditi več kot 2,5 milijona stanovanjskih enot.  za nove večstanovanjske gradnje v vrednosti najmanj 15.000.000 dolarjev. Za sodelovanje se morajo razvijalci prijaviti neposredno prek guvernerjevega urada. 
Oktobra 2023 je Newsom zavrnil več zakonov, katerih cilj je bil razširiti dostop do stanovanjske pomoči. Eden od njih je bil uporabiti neizkoriščena državna zemljišč za cenovno dostopna stanovanja, za kar je Newsom dejal, da krši državno suverenost. Drug bi razširil število ljudi, ki so upravičeni do državne stanovanjske pomoči. Tretji bi določil, da mora Medi-Cal kriti stroške stanovanjske pomoči.   
Avgusta 2024 je Newsom okrožja, ki ne bodo odstranila svojih taborišč za brezdomce, opozoril, da jim bo v nasprotnem primeru državno financiranje naslednje leto prekinjeno.  To opozorilo je izdal po tem, ko je osebno obiskal in očistil taborišče za brezdomce v Los Angelesu, ne da bi o tem predhodno obvestil mesto. 

### Upravljanje z vodnimi viri
Newsom podpira vrsto okvirnih sporazumov o delitvi vode, ki bi končali spor med kmeti, mesti, ribiči in okoljevarstveniki o tem, koliko vode naj ostane v dveh najpomembnejših rekah države, Sacramentu in San Joaquinu, ki se izlivata v delto. 

### Odnosi z ameriškimi staroselci
V govoru pred predstavniki ameriških staroselcev junija 2019 se je Newsom opravičil za genocid nad ameriškimi staroselci, ki ga je odobrila in spodbujala kalifornijska zvezna država ob razglasitvi statusa zvezne države v 19. stoletju. Po eni oceni je bilo med letoma 1849 in 1870 ubitih najmanj 4500 kalifornijskih staroselcev  Newsom je dejal: »To je bil genocid. Ni ga mogoče drugače opisati. In tako ga je treba opisati v zgodovinskih knjigah.«  Oktobra 2024 je Newsom podpisal zakon AB 3074, »kalifornijski zakon o rasnih maskotah«, ki šolam od vrtca do 12. razreda, ki jih ne vodijo priznana plemena ameriških staroselcev, prepoveduje uporabo »zaničevalnih« imen ali maskot. 

### Pravice LGBTQ+
Septembra 2022 je Newsom podpisal senatski zakon 107,  s katerim je Kalifornija postala prva država, ki nudi zaščito transspolnim mladim. Junija 2023 je izdal uradni državni razglas za mesec ponosa,  šolskemu okrožju, katerega odbor je zavrnil učni načrt, ki je vključeval biografijo voditelja gibanja za pravice gejev Harveyja Milka,  naložil globo v višini 1,5 milijona dolarjev, in podpisal zakon, ki šolam prepoveduje, da izločajo šolske knjige zaradi omenjanja ljudi iz manjšinskih skupin ali skupnosti LGBT.  Julija 2024 je podpisal »Zakon o varnosti«, ki šolam prepoveduje razkrivanje spolne identitete učencev staršem brez njihovega soglasja. 
Newsom je zavrnil več zakonov, ki jih je skupščina sprejela z veliko večino, eden od njih bi sodnike, ki vodijo spore o skrbništvu, obvezal, da upoštevajo potrditev staršev o spolni identiteti otroka.  

### Kastna diskriminacija
Oktobra 2023 je Newsom zavrnil zakon o prepovedi diskriminacije na podlagi kast, ga označil za "nepotrebnega" in dodal, da Kalifornija "diskriminacijo na podlagi spola, rase, barve kože, vere, porekla, narodnega porekla, invalidnosti, spolne identitete, spolne usmerjenosti in drugih značilnosti že prepoveduje, zvezna zakonodaja pa določa, da je treba te zaščite državljanskih pravic razlagati liberalno." Številne hindujske organizacije za pravice so veto pozdravile in menile, da bi zakon "ciljal na sto tisoče Kalifornijcev zgolj zaradi njihove etnične pripadnosti ali verske identitete". Zagovorniki pravic dalitov in drugih marginaliziranih kast so veto ostro kritizirali.   

### Delavske pravice
Oktobra 2023 je Newsom zavrnil zakon o zagotovljenem zavarovanju stavkajočih delavcev  za primer brezposelnosti, pri čemer je kot razlog navedel preveliko obremenitev državnega sistema za brezposelnost.   Prav tako je zavrnil zakon o podaljšanju obveznega opozorila za zaposlene, ki bodo kmalu odpuščeni, s 60 dni na 75 dni, razširitvi enake zaščite na dolgoročne pogodbene delavce in prepovedi delodajalcem, da odpuščene zaposlene prisilijo k podpisu sporazumov o tajnosti podatkov, da bi prejeli odpravnino. 

### Mednarodna potovanj
Newsomovo prvo mednarodno potovanje kot guverner je bilo v Salvador.  Ker v Kaliforniji živi skoraj 680.000 salvadorskih priseljencev, je dejal, da je »odnos države s Srednjo Ameriko ključnega pomena za prihodnost Kalifornije«.  Zaskrbljen je bil tudi zaradi desettisočev Salvadorcev, ki vsako leto bežijo iz najmanjše države v Srednji Ameriki v ZDA.  Kot guverner države, na katero je vplivala razprava o nezakonitem priseljevanju, se je odpravil na obisk, da bi si iz prve roke ogledal dejavnike, ki to spodbujajo, in zgradil poslovna in turistična partnerstva med Kalifornijo in Srednjo Ameriko. Dejal je, da želi »spodbuditi bolj razsvetljeno sodelovanje in dialog«. 
20. oktobra 2023 je Newsom obiskal Izrael, da bi izrazil solidarnost z državo med vojno v Gazi   Srečal se je z izraelskim premierjem Benjaminom Netanjahujem, izraelskim predsednikom Isaacom Herzogom, drugimi visokimi izraelskimi uradniki in preživelimi napada Hamasa.
Oktobra 2023 se je Newsom odpravil na tedenski obisk Kitajske.  Začel se je v Hongkongu, kjer se je na Univerzi v Hongkongu udeležil razprave o podnebnih spremembah. Nato je odpotoval v Peking, kjer se je srečal s kitajskim predsednikom Xi Jinpingom, s katerim sta razpravljala o vprašanjih, kot so podnebne spremembe, trgovinski odnosi in odziv na proizvodnjo fentanila.  Obisk je vključeval tudi postanke v Guangdongu, Jiangsuju in Šanghaju.  Med potovanjem je pozval k boljšim odnosom med ZDA in Kitajsko ter dejal, da "ločitev za obe državi ni možnost". 

### Nacionalni profil in politična prihodnost
Mnogi novinarji in politični analitiki so Newsoma omenjali kot predsedniškega kandidata. Glede na anketo NewsNation iz junija 2023 si je 22 % kalifornijskih volivcev želelo, da bi Newsom sodeloval na predsedniških volitvah leta 2024.  Maja 2023 je Schwarzenegger dejal, da je "jasno kot beli dan", da bo Newsom nekega dne kandidiral za predsednika.  Članek novinarke Sharon Udasin, objavljen aprila 2023 v The Hillu, je prav tako razpravljal o neizogibnosti Newsomove predsedniške kandidature.  Septembra 2022 je Newsom dejal, da leta 2024 ne bo kandidiral za predsednika, pri čemer je kot razlog navedel svoj "ranljiv" odpoklic leta 2021.  Po ponovni izvolitvi leta 2022 je osebje Bele hiše obvestil, da ne bo izzval predsednika Bidna na demokratskih primarnih volitvah ;  25. aprila 2023 je podprl Bidenovo kampanjo za ponovno izvolitev. 
Newsom je postal odkrit kritik politik floridskega guvernerja Rona DeSantisa in obsodil DeSantisov transport migrantov z letalo na Martha's Vineyard.  DeSantis se je odzval rekoč, da ima Kalifornija "ogromne težave", in Newsoma izzval, naj kandidira proti Bidnu. 
Julija 2024 je Newsom začel podkast Politickin', ki ga skupaj vodita Marshawn Lynch in Doug Hendrickson.  Po Bidenovem nenadnem umiku iz predsedniške tekme tistega meseca je Newsom dejal, da ne bo kandidiral za demokratsko nominacijo, in podprl podpredsednico Kamalo Harris kot kandidatko. 
Potem ko je Donald Trump zmagal na predsedniških volitvah leta 2024, je Newsom pozval kalifornijske zakonodajalce, naj se pozneje leta 2024 sestanejo, da bi zaščitili kalifornijsko politiko pred drugo Trumpovo administracijo. 
Decembra 2024 je Newsom kritiziral Bidna, ker je pomilostil svojega sina Hunterja Bidna.   Dejal je: »Razočaran sem in odločitve ne morem podpreti.« 
Da bi pritegnil širše volilno telo, je v pričakovanju morebitne predsedniške kampanje leta 2028 Newsom prilagodil svoj politični pristop. Ključni premik v njegovi strategiji je bilo sodelovanje s konservativnimi glasovi, med drugim z gostovanjem osebnosti MAGA, kot sta Charlie Kirk in Steve Bannon, v njegovem podkastu To je Gavin Newsom.  

### Drugi politični aktivizem
Leta 2023 je Newsom začel Kampanjo za demokracijo, politični odbor (PAC), ki se je boril proti "avtoritarnim voditeljem" v ZDA. Menijo, da je to izhodišče za morebitno predsedniško kandidaturo leta 2028. 
Do julija 2024 je Kampanja za demokracijo zbrala 24 milijonov dolarjev za neposredne prispevke kandidatom in druge izdatke. 

### Osebno življenje
Newsom je bil krščen in vzgojen v očetovi katoliški veri. Leta 2008 se je opisal kot " irski katoliški upornik  ... v nekaterih pogledih, a še vedno goji izjemno občudovanje Cerkve in zelo močno vero"; ko so Newsoma vprašali o stanju Katoliške cerkve, je dejal, da je v krizi.  Dejal je, da ostaja s Cerkvijo zaradi svoje "močne povezave z višjim namenom in z nekakšnim višjim bitjem".  Newsom se identificira kot prakticirajoči katoličan,  leta 2008 pa je dejal, da ima "močan občutek vere, ki je trajen, iz dneva v dan". 
Decembra 2001 se je Newsom v katoliški cerkvi svetega Ignacija poročil s pravno komentatorko Kimberly Guilfoyle.   Ločila sta se leta 2004 in januarja 2005 skupaj vložila zahtevo za ločitev, pri čemer sta kot razlog navedla "težave zaradi njune kariere na nasprotnih obalah".  Njuna ločitev je bila dokončno potrjena 28. februarja 2006. Guilfoylova je leta 2011 postala znana z nastopi na Fox News.  Kasneje je bila imenovana za višjo svetovalko republikanskega predsednika Donalda Trumpa, ki ga je Newsom močno kritiziral. Pozneje zaročila z Donaldom Trumpom mlajšim. 
Newsom je začel hoditi z režiserko Jennifer Siebel oktobra 2006. Februarja 2007 je napovedal, da bo poiskal zdravljenje zaradi zlorabe alkohola  Par je javil zaroko decembra 2007.   Poročila sta se  v Stevensvillu v Montani julija 2008.  Imata štiri otroke.   
Po končanem županovanju San Francisca leta 2011 se je Newsom z družino preselil v hišo, ki so jo leta 2012 kupili v Kentfieldu v okrožju Marin.  Po izvolitvi za guvernerja se je Newsom z družino preselil v kalifornijsko guvernerjevo rezidenco v središču Sacramenta in se nato naselil v Fair Oaksu.  Maja 2019 je The Sacramento Bee poročal, da je bil Newsomov nakup 12.000 kvadratnih metrov velike hiše v Fair Oaksu za 3,7 milijona dolarjev najdražja zasebna rezidenca, prodana v regiji Sacramento od začetka leta. 
Newsom je boter oblikovalca, modela in aktivista za pravice LGBTQ Natsa Gettyja.   Kot poroča James Reginat v oddaji Growing Up Getty so Newsomovi, Harrisovi, Pelosijevi in Gettyjevi botri otrokom drug drugega in se pojavljajo na pomembnih družinskih dogodkih. 

### Dela
- Gavin Newsom (2013; soavtor z Liso Dickey ). Citizenville: Kako digitalizirati mestni trg in preoblikovati vlado. London: Penguin Group.. OCLC 995575939 .

1. ↑  Muegge, Alex (30. november 2023). »Newsom vs DeSantis Debate: Comparing California and Florida's governors«. abc10.com (v ameriški angleščini). Arhivirano iz prvotnega spletišča dne 6. decembra 2023. Pridobljeno 7. julija 2024.
2. ↑  »Gavin Newsom«. The Governors' Gallery. California State Library. Pridobljeno 29. septembra 2023.
3. ↑  »Thomas Addis, Stanford Nephrology Pioneer, Remembered«. Stanford Medicine News Center. 10. oktober 2017. Pridobljeno 25. februarja 2025.[mrtva povezava]
4. ↑  Rosen, Jody (3. marec 2010). »Joanna Newsom, the Changeling«. The New York Times. Arhivirano iz prvotnega spletišča dne 9. junija 2018. Pridobljeno 24. februarja 2018.
5. 1 2  Chuck Finnie; Rachel Gordon; Lance Williams (23. februar 2003). »NEWSOM'S PORTFOLIO / Mayoral hopeful has parlayed Getty money, family ties and political connections into local prominence«. San Francisco Chronicle. Arhivirano iz prvotnega spletišča dne 7. novembra 2018. Pridobljeno 1. julija 2025.
6. ↑  Ronayne, Kathleen (13. december 2018). »Former California judge Newsom dies at 84«. Associated Press. Pridobljeno 14. maja 2025.
7. ↑  Julian Guthrie (7. december 2003). »Gonzalez, Newsom: What makes them run«. The San Francisco Chronicle. Arhivirano iz prvotnega spletišča dne 17. junija 2025. Pridobljeno 1. julija 2025.
8. ↑  Chuck Finnie; Rachel Gordon; Lance Williams (23. februar 2003). »NEWSOM'S PORTFOLIO / Mayoral hopeful has parlayed Getty money, family ties and political connections into local prominence«. San Francisco Chronicle. Arhivirano iz prvotnega spletišča dne 7. novembra 2018. Pridobljeno 1. julija 2025.
9. ↑  Newsom, Gavin (8. marec 2020). Citizenville. Penguin. str. 49. ISBN 978-0-14-312447-4.
10. ↑  Marinucci, Carla (27. september 2023). »Gavin Newsom on dyslexia, 2024 rumors and what he'd do if he could run for president«. POLITICO. Pridobljeno 25. februarja 2025.[mrtva povezava][mrtva povezava]
11. 1 2 3  Julian Guthrie (7. december 2003). »Gonzalez, Newsom: What makes them run«. The San Francisco Chronicle. Arhivirano iz prvotnega spletišča dne 17. junija 2025. Pridobljeno 1. julija 2025.
12. ↑  Mike Weiss (23. januar 2005). »Newsom in Four Acts«. The San Francisco Chronicle. Arhivirano iz prvotnega spletišča dne 5. marca 2005. Pridobljeno 14. maja 2025.
13. ↑  Vega, Cecilia (27. oktober 2007). »Newsom reflects on 4 years of ups and downs as election approaches«. The San Francisco Chronicle. Arhivirano iz prvotnega spletišča dne 6. decembra 2007. Pridobljeno 7. marca 2008.
14. ↑  Koseff, Alexei (4. april 2024). »Gavin Newsom says baseball saved him. But the legend of his career doesn't always match the reality«. CalMatters (v ameriški angleščini). Pridobljeno 4. aprila 2024.
15. ↑  Boffi, Kristen (12. april 2008). »San Francisco's Gavin Newsom sits down with The Santa Clara Newsom discusses how Santa Clara guides his career«. The Santa Clara. Arhivirano iz prvotnega spletišča dne 26. aprila 2009. Pridobljeno 13. aprila 2008.
16. ↑  »Governor Gavin Newsom Delivers Keynote at Santa Clara University Commencement«. Santa Clara University. 15. junij 2019. Pridobljeno 25. februarja 2025.[mrtva povezava]
17. ↑  Byrne, Peter (2. april 2003). »Bringing Up Baby Gavin«. SF Weekly. Arhivirano iz prvotnega spletišča dne 22. julija 2010. Pridobljeno 10. junija 2014.
18. 1 2  Chuck Finnie; Rachel Gordon; Lance Williams (23. februar 2003). »NEWSOM'S PORTFOLIO / Mayoral hopeful has parlayed Getty money, family ties and political connections into local prominence«. San Francisco Chronicle. Arhivirano iz prvotnega spletišča dne 7. novembra 2018. Pridobljeno 1. julija 2025.
19. ↑  Bollag, Sophia (12. april 2021). »Fact check: Did Newsom exempt wineries from CA COVID-19 rules?«. The Sacramento Bee. Pridobljeno 28. maja 2024.
20. ↑  George Raine (11. marec 1997). »Newsom's Way: He hopes business success can translate to public service«. San Francisco Examiner. Arhivirano iz prvotnega spletišča dne 8. decembra 2008. Pridobljeno 14. maja 2025.
21. 1 2 3  Julian Guthrie (7. december 2003). »Gonzalez, Newsom: What makes them run«. The San Francisco Chronicle. Arhivirano iz prvotnega spletišča dne 17. junija 2025. Pridobljeno 1. julija 2025.
22. 1 2  Chuck Finnie; Rachel Gordon; Lance Williams (23. februar 2003). »NEWSOM'S PORTFOLIO / Mayoral hopeful has parlayed Getty money, family ties and political connections into local prominence«. San Francisco Chronicle. Arhivirano iz prvotnega spletišča dne 7. novembra 2018. Pridobljeno 1. julija 2025.
23. ↑  »Newsom Penthouse For Sale«. San Francisco Luxury, SFLuxe.com. 24. april 2009. Arhivirano iz prvotnega spletišča dne 17. maja 2009. Pridobljeno 24. aprila 2009.
24. ↑  Chuck Finnie; Rachel Gordon; Lance Williams (23. februar 2003). »NEWSOM'S PORTFOLIO / Mayoral hopeful has parlayed Getty money, family ties and political connections into local prominence«. San Francisco Chronicle. Arhivirano iz prvotnega spletišča dne 7. novembra 2018. Pridobljeno 1. julija 2025.
25. ↑  John King (4. februar 1997). »S.F.'s New Supervisor – Bold, Young Entrepreneur«. San Francisco Chronicle. Arhivirano iz prvotnega spletišča dne 8. decembra 2008. Pridobljeno 14. maja 2025.
26. ↑  Gordon, Rachel (14. februar 1997). »Newsom gets his political feet wet«. San Francisco Examiner. Arhivirano iz prvotnega spletišča dne 8. decembra 2008. Pridobljeno 14. maja 2025.
27. ↑  Ray Delgado (3. februar 1997). »Board gets a straight white male«. San Francisco Examiner. Pridobljeno 14. maja 2025.
28. 1 2 3  Gordon, Rachel (14. februar 1997). »Newsom gets his political feet wet«. San Francisco Examiner. Arhivirano iz prvotnega spletišča dne 8. decembra 2008. Pridobljeno 14. maja 2025.
29. ↑  Ray Delgado (3. februar 1997). »Board gets a straight white male«. San Francisco Examiner. Pridobljeno 14. maja 2025.
30. ↑  Epstein, Edward (15. september 2000). »Lone Candidate is Going All Out in District 2 Race«. San Francisco Chronicle. Arhivirano iz prvotnega spletišča dne 8. decembra 2008. Pridobljeno 14. maja 2025.
31. ↑  Lauterborn, Peter (1. oktober 2007). »Newsom's Expensive Silence«. Beyond Chron (v ameriški angleščini). Pridobljeno 23. januarja 2023.
32. ↑  »Gavin Newsom through the years«. San Francisco Chronicle. 31. oktober 2009. Arhivirano iz spletišča dne 17. februarja 2011. Pridobljeno 14. maja 2025.
33. ↑  Gordon, Rachel (16. oktober 1998). »Fights idea that he's a Brown "appendage'«. San Francisco Examiner. Arhivirano iz prvotnega spletišča dne 8. decembra 2008. Pridobljeno 14. maja 2025.
34. ↑  Chuck Finnie; Rachel Gordon; Lance Williams (23. februar 2003). »NEWSOM'S PORTFOLIO / Mayoral hopeful has parlayed Getty money, family ties and political connections into local prominence«. San Francisco Chronicle. Arhivirano iz prvotnega spletišča dne 7. novembra 2018. Pridobljeno 1. julija 2025.
35. ↑  Edward Epstein (2. oktober 1998). »Muni Riders Back Newsom And Ammiano«. San Francisco Chronicle. Arhivirano iz prvotnega spletišča dne 8. decembra 2008. Pridobljeno 14. maja 2025.
36. ↑  »How San Francisco Voted«. San Francisco Chronicle. 5. november 1998. Arhivirano iz prvotnega spletišča dne 16. januarja 2000. Pridobljeno 14. maja 2025.
37. ↑  Gordon, Rachel (16. oktober 1998). »Fights idea that he's a Brown "appendage'«. San Francisco Examiner. Arhivirano iz prvotnega spletišča dne 8. decembra 2008. Pridobljeno 14. maja 2025.
38. ↑  Carol Lloyd (29. oktober 2003). »From Pacific Heights, Newsom Is Pro-Development and Anti-Handout«. SF Gate. Arhivirano iz prvotnega spletišča dne 8. decembra 2008. Pridobljeno 14. maja 2025.
39. ↑  Carol Lloyd (29. oktober 2003). »From Pacific Heights, Newsom Is Pro-Development and Anti-Handout«. SF Gate. Arhivirano iz prvotnega spletišča dne 8. decembra 2008. Pridobljeno 14. maja 2025.
40. ↑  Smith, Dakota (23. oktober 2018). »Gavin Newsom's approach to fixing homelessness in San Francisco outraged activists. And he's proud of it«. Los Angeles Times. Arhivirano iz prvotnega spletišča dne 1. novembra 2018. Pridobljeno 14. maja 2025.
41. ↑  Chuck Finnie; Rachel Gordon; Lance Williams (23. februar 2003). »NEWSOM'S PORTFOLIO / Mayoral hopeful has parlayed Getty money, family ties and political connections into local prominence«. San Francisco Chronicle. Arhivirano iz prvotnega spletišča dne 7. novembra 2018. Pridobljeno 1. julija 2025.
42. ↑  Gordon, Rachel; Simon, Mark (10. december 2003). »Newsom: 'The Time for Change is Here'«. San Francisco Chronicle. Arhivirano iz prvotnega spletišča dne 11. maja 2004. Pridobljeno 14. maja 2025.
43. ↑  Carol Lloyd (21. december 2003). »See how they ran«. San Francisco Chronicle. Arhivirano iz prvotnega spletišča dne 31. januarja 2004. Pridobljeno 14. maja 2025.
44. ↑  Buchanan, Wyatt (1. maj 2008). »S.F.'s Care Not Cash a success, audit shows«. San Francisco Chronicle. Arhivirano iz prvotnega spletišča dne 27. oktobra 2010. Pridobljeno 17. maja 2025.
45. 1 2  Gordon, Rachel; Simon, Mark (10. december 2003). »Newsom: 'The Time for Change is Here'«. San Francisco Chronicle. Arhivirano iz prvotnega spletišča dne 11. maja 2004. Pridobljeno 14. maja 2025.
46. ↑  Wildermuth, John; Gordon, Rachel (12. november 2003). »Mayoral hopefuls come out swinging in debate«. San Francisco Chronicle. str. A-1. Arhivirano iz prvotnega spletišča dne 28. decembra 2003. Pridobljeno 14. maja 2025.
47. 1 2 3  John Wildermuth; Katia Hetter; Demian Bulwa (3. december 2003). »SF Campaign Notebook«. San Francisco Chronicle. str. A-27. Arhivirano iz prvotnega spletišča dne 28. decembra 2003. Pridobljeno 10. marca 2008.
48. ↑  Joan Walsh (9. december 2003). »San Francisco's Greens versus Democrats grudge-match«. Salon.com. Arhivirano iz prvotnega spletišča dne 24. julija 2008. Pridobljeno 14. maja 2025.
49. ↑  Carol Lloyd (21. december 2003). »See how they ran«. San Francisco Chronicle. Arhivirano iz prvotnega spletišča dne 31. januarja 2004. Pridobljeno 14. maja 2025.
50. 1 2 3  Gordon, Rachel; Simon, Mark (10. december 2003). »Newsom: 'The Time for Change is Here'«. San Francisco Chronicle. Arhivirano iz prvotnega spletišča dne 11. maja 2004. Pridobljeno 14. maja 2025.
51. ↑  John Wildermuth; Katia Hetter; Demian Bulwa (3. december 2003). »SF Campaign Notebook«. San Francisco Chronicle. str. A-27. Arhivirano iz prvotnega spletišča dne 28. decembra 2003. Pridobljeno 10. marca 2008.
52. ↑  Carol Lloyd (21. december 2003). »See how they ran«. San Francisco Chronicle. Arhivirano iz prvotnega spletišča dne 31. januarja 2004. Pridobljeno 14. maja 2025.
53. ↑  Gordon, Rachel (8. januar 2004). »Newsom says he'll rock the boat at City Hall«. San Francisco Chronicle. Arhivirano iz spletišča dne 9. februarja 2004. Pridobljeno 15. maja 2025.
54. ↑  Gordon, Rachel (9. januar 2004). »Mayor Newsom's goal: a 'common purpose' / CHALLENGES AHEAD: From potholes to the homeless«. San Francisco Chronicle. Pridobljeno 14. maja 2025.
55. ↑  Gordon, Rachel; Simon, Mark (8. januar 2006). »Mayor's challenge: finishing what he started«. San Francisco Chronicle. Arhivirano iz spletišča dne 13. marca 2006. Pridobljeno 14. maja 2025.
56. ↑  Cecilia M. Vega (11. avgust 2007). »Newsom lacks serious challengers, but lineup is full of characters«. San Francisco Chronicle. Arhivirano iz prvotnega spletišča dne 8. decembra 2008. Pridobljeno 14. maja 2025.
57. ↑  C.W. Nevius (6. september 2007). »When Newsom gets a free pass for 4 more years, nobody wins«. San Francisco Chronicle. Arhivirano iz prvotnega spletišča dne 8. decembra 2008. Pridobljeno 15. marca 2008.
58. ↑  Cecilia M. Vega (3. avgust 2007). »Far-out in front - Newsom is raising war-size war chest«. San Francisco Chronicle. Arhivirano iz spletišča dne 16. avgusta 2007. Pridobljeno 14. maja 2025.
59. ↑  »"Election Summary: November 6, 2007«. San Francisco City and County Department of Elections. 6. november 2007. Arhivirano iz prvotnega spletišča dne 25. maja 2012.
60. ↑  Cecilia M. Vega (18. januar 2008). »Newsom's $139,700 office spending spree«. The San Francisco Chronicle. Arhivirano iz prvotnega spletišča dne 21. februarja 2008. Pridobljeno 14. maja 2025.
61. ↑  Cecilia M. Vega; John Wildermuth; Heather Knight (7. november 2007). »Newsom's 2nd Act«. San Francisco Chronicle. Pridobljeno 14. maja 2025.
62. ↑  Lisa Leff (10. avgust 2007). »Newsom set to endorse Clinton for president«. Associated Press. Arhivirano iz prvotnega spletišča dne 9. decembra 2008. Pridobljeno 14. maja 2025.
63. ↑  Gavin Newsom wasn't always such a liberal crusader Arhivirano May 8, 2021, na Wayback Machine., Sacramento Bee, Christopher Cadelago, July 19, 2018. Retrieved March 28, 2021.
64. ↑  Unite Here Local 2, "History" Arhivirano October 26, 2018, na Wayback Machine., October 25, 2018.
65. ↑  Gavin Newsom wasn't always such a liberal crusader Arhivirano May 8, 2021, na Wayback Machine., Sacramento Bee, Christopher Cadelago, July 19, 2018. Retrieved March 28, 2021.
66. ↑  Knight, Heather (27. marec 2009). »S.F. Dems blast mayor in sanctuary city case«. The San Francisco Chronicle. Arhivirano iz spletišča dne 30. marca 2009. Pridobljeno 14. maja 2025.
67. ↑  »Top Policy Groups Take Action to Create Healthy Communities, Prevent Childhood Obesity«. Leadership for Healthy Communities. Arhivirano iz prvotnega spletišča dne 30. junija 2009. Pridobljeno 18. novembra 2010.
68. ↑  Allday, Erin (30. november 2008). »S.F. food policy heading in a healthy direction«. The San Francisco Chronicle. Arhivirano iz spletišča dne 6. decembra 2008. Pridobljeno 14. maja 2025.
69. ↑  »Mayor Newsom Unveils Better Streets Plan«. San Francisco Office of the Mayor. Arhivirano iz prvotnega spletišča dne 10. junija 2008. Pridobljeno 14. maja 2025.
70. ↑  Knight, Heather (4. avgust 2008). »S.F. pushes legislation to promote good health«. The San Francisco Chronicle. Arhivirano iz prvotnega spletišča dne 10. avgusta 2008. Pridobljeno 14. maja 2025.
71. ↑  Lisa Leff (10. avgust 2007). »Newsom set to endorse Clinton for president«. Associated Press. Arhivirano iz prvotnega spletišča dne 9. decembra 2008. Pridobljeno 14. maja 2025.
72. ↑  Vega, Cecilia (27. oktober 2007). »Newsom reflects on 4 years of ups and downs as election approaches«. The San Francisco Chronicle. Arhivirano iz prvotnega spletišča dne 6. decembra 2007. Pridobljeno 7. marca 2008.
73. ↑  Mike Weiss (23. januar 2005). »Newsom in Four Acts«. The San Francisco Chronicle. Arhivirano iz prvotnega spletišča dne 5. marca 2005. Pridobljeno 14. maja 2025.
74. ↑  Dolan, Maura (16. maj 2008). »California Supreme Court overturns gay marriage ban«. The Los Angeles Times. Arhivirano iz prvotnega spletišča dne 19. maja 2008. Pridobljeno 14. maja 2025.
75. ↑  »San Francisco Mayor Gavin Newsom fights for same-sex marriage«. ABC Local. 29. oktober 2008. Arhivirano iz prvotnega spletišča dne 4. junija 2011. Pridobljeno 18. novembra 2010.
76. 1 2  Allday, Erin (6. november 2008). »Newsom was central to same-sex marriage saga«. San Francisco Chronicle. Arhivirano iz spletišča dne 1. junija 2009. Pridobljeno 11. februarja 2022.
77. ↑  Hecht, Peter (13. december 2008). »Newsom seeks to get beyond Prop. 8 fiasco in quest to become governor«. str. 1A. Arhivirano iz prvotnega spletišča dne 11. februarja 2009. Pridobljeno 14. maja 2025.
78. ↑  Jonathan Darman (17. januar 2009). »SF Mayor Gavin Newsom Risks Career on Gay Marriage«. Newsweek. Arhivirano iz prvotnega spletišča dne 17. aprila 2009. Pridobljeno 14. maja 2025.
79. ↑  »An interview with Gavin Newsom«. Washington Blade. 1. december 2008. Arhivirano iz prvotnega spletišča dne 1. decembra 2008. Pridobljeno 14. maja 2025.
80. ↑  »Gavin Newsom, San Francisco mayor, files papers in lieutenant governor race«. News10. 17. februar 2010. Arhivirano iz prvotnega spletišča dne 7. junija 2011. Pridobljeno 18. novembra 2010.
81. ↑  Coté, John (12. marec 2010). »City Insider: It's official: Newsom's running for lieutenant governor«. The San Francisco Chronicle. Arhivirano iz prvotnega spletišča dne 14. marca 2010. Pridobljeno 14. maja 2025.
82. ↑  »PolitiCal«. Los Angeles Times. 8. junij 2010. Arhivirano iz prvotnega spletišča dne 12. junija 2010. Pridobljeno 9. junija 2010.
83. ↑  »Brown, Newsom, Boxer elected«. The Stanford Daily. Arhivirano iz prvotnega spletišča dne 6. novembra 2010. Pridobljeno 11. marca 2010.
84. ↑  Aaron Sankin (29. maj 2012). »Gavin Newsom on Sacramento«. Huffington Post. Arhivirano iz prvotnega spletišča dne 4. junija 2012. Pridobljeno 9. avgusta 2012.
85. ↑  »Former San Francisco Mayor Gavin Newsom Re-Elected California Lieutenant Governor«. CBS News. 4. november 2014. Arhivirano iz prvotnega spletišča dne 3. aprila 2015. Pridobljeno 6. marca 2015.
86. ↑  Ulloa, Jazmine. »Essential Politics July archives«. Los Angeles Times. ISSN 0458-3035. Arhivirano iz prvotnega spletišča dne 15. aprila 2017. Pridobljeno 14. aprila 2017.
87. ↑  »California gubernatorial candidates share views on criminal justice changes«. sacbee.com. Arhivirano iz prvotnega spletišča dne 14. aprila 2017. Pridobljeno 14. aprila 2017.
88. ↑  Ulloa, Jazmine. »Essential Politics July archives«. Los Angeles Times. ISSN 0458-3035. Arhivirano iz prvotnega spletišča dne 15. aprila 2017. Pridobljeno 14. aprila 2017.
89. ↑  »California gubernatorial candidates share views on criminal justice changes«. sacbee.com. Arhivirano iz prvotnega spletišča dne 14. aprila 2017. Pridobljeno 14. aprila 2017.
90. ↑  Cadelago, Christopher (21. julij 2015). »Gavin Newsom's panel: Marijuana shouldn't be California's next Gold Rush«. Sacbee.com. Arhivirano iz prvotnega spletišča dne 2. februarja 2017. Pridobljeno 6. decembra 2016.
91. ↑  McGreevey, Patrick (24. februar 2017). »Essential Politics: State Atty. Gen. Xavier Becerra to open Washington office, cap-and-trade auction revenue results are revealed«. Los Angeles Times. ISSN 0458-3035. Arhivirano iz prvotnega spletišča dne 13. aprila 2017. Pridobljeno 13. aprila 2017.
92. 1 2  McGreevey, Patrick (24. februar 2017). »Essential Politics: State Atty. Gen. Xavier Becerra to open Washington office, cap-and-trade auction revenue results are revealed«. Los Angeles Times. ISSN 0458-3035. Arhivirano iz prvotnega spletišča dne 13. aprila 2017. Pridobljeno 13. aprila 2017.
93. ↑  »Gavin Newsom and Eloy Ortiz Oakley: Free community college tuition will drive California economy«. San Jose Mercury News. 12. november 2015. Arhivirano iz prvotnega spletišča dne 24. aprila 2017. Pridobljeno 23. aprila 2017.
94. ↑  »Oakland Launches Promise Initiative to Triple Number of College Graduates«. City of Oakland. 28. januar 2016. Arhivirano iz prvotnega spletišča dne 25. maja 2017. Pridobljeno 24. aprila 2017.
95. ↑  »L.A. puts higher education within reach for all students«. City of Los Angeles. 14. september 2016. Arhivirano iz prvotnega spletišča dne 24. aprila 2017. Pridobljeno 23. aprila 2017.
96. ↑  »California's College Promise Celebrated by Local Elected Officials, Education Leaders«. California State Assembly. 17. junij 2016. Arhivirano iz prvotnega spletišča dne 24. aprila 2017. Pridobljeno 23. aprila 2017.
97. ↑  »Coalition calls for greater focus on computer science in UC, Cal State admissions«. Los Angeles Times. 2. december 2015. Arhivirano iz prvotnega spletišča dne 20. decembra 2016. Pridobljeno 6. decembra 2016.
98. ↑  Johnson, Eric (2. december 2015). »Silicon Valley Urges Cal, CSU to Give Computer Science Full Credit in Admissions (Updated)«. Recode.net. Arhivirano iz prvotnega spletišča dne 29. oktobra 2016. Pridobljeno 6. decembra 2016.
99. ↑  »Gov. Brown signs law to plan expansion of computer science education«. EdSource. 27. september 2016. Arhivirano iz prvotnega spletišča dne 24. aprila 2017. Pridobljeno 23. aprila 2017.
100. ↑  »Gavin Newsom places his stamp on UC sports policy; it's a start«. Sacbee.com. 11. maj 2016. Arhivirano iz prvotnega spletišča dne 2. februarja 2017. Pridobljeno 6. decembra 2016.
101. ↑  Leff, Lisa (11. maj 2016). »University panel adopts expanded student-athlete protections«. Bigstory.ap.org. Arhivirano iz prvotnega spletišča dne 2. februarja 2017. Pridobljeno 6. decembra 2016.
102. ↑  Newsom, Gavin (2013). Citizenville: How to Take the Town Square Digital and Reinvent Government. Penguin Press. ISBN 978-1-59420-472-2.
103. ↑  »Citizenville«. Penguin Books. Arhivirano iz prvotnega spletišča dne 20. septembra 2020. Pridobljeno 8. avgusta 2019.
104. ↑  Lucas, Scott. »Gavin Newsom and a Berkeley Professor Are Trying to Disrupt Public Opinion Polls«. San Francisco Magazine. Modern Luxury. Arhivirano iz prvotnega spletišča dne 21. julija 2014. Pridobljeno 16. julija 2014.
105. ↑  Noveck, Beth (Marec 2013). »'Citizenville', by Gavin Newsom«. SFGate. Arhivirano iz prvotnega spletišča dne 20. julija 2014. Pridobljeno 16. julija 2014.
106. ↑  »Lt. Gov. Gavin Newsom, Former Sen. Sam Blakeslee Launch 'Digital Democracy'«. Govtech.com. 7. maj 2015. Arhivirano iz prvotnega spletišča dne 12. februarja 2017. Pridobljeno 6. decembra 2016.
107. ↑  Leff, Lisa (April 22, 2009). Newsom in governor's race. Ventura County Star.
108. ↑  CAMPAIGN WATCH. The Sacramento Bee. July 16, 2009.
109. ↑  Matier, Phillip; Ross, Andrew (24. avgust 2009). »Campaign 2010/Mayor Newsom wants to move on up to the governor's place/Campaign expected to be very crowded and very expensive«. The San Francisco Chronicle. Arhivirano iz prvotnega spletišča dne 19. oktobra 2010. Pridobljeno 19. januarja 2010.
110. ↑  »Governor 2010: New Field Poll – Things Look Bad For Newsom, Not So Bad for Feinstein and Villaraigosa«. Johnny California. 12. november 2008. Arhivirano iz prvotnega spletišča dne 7. maja 2010. Pridobljeno 18. novembra 2010.
111. ↑  Barabak, Mark Z.; Halper, Evan (31. oktober 2009). »Gavin Newsom drops out of California governor's race«. Los Angeles Times. Arhivirano iz prvotnega spletišča dne 27. marca 2010. Pridobljeno 3. maja 2010.
112. ↑  Selway, William (21. april 2009). »San Francisco Mayor Joins Race for California Governor in 2010«. Bloomberg. Pridobljeno 18. novembra 2010.
113. ↑  Harrell, Ashley (9. september 2009). »The Wrong Stuff«. SF Weekly. Arhivirano iz prvotnega spletišča dne 25. novembra 2009. Pridobljeno 19. novembra 2009.
114. ↑  »Statement by Mayor Gavin Newsom« (tiskovna objava). Gavin Newsom for a Better California. 30. oktober 2009. Arhivirano iz prvotnega spletišča dne 2. novembra 2009. Pridobljeno 6. januarja 2010.
115. ↑  Siders, David (11. februar 2015). »Gavin Newsom to open campaign account for governor in 2018«. Sacramento Bee. Arhivirano iz prvotnega spletišča dne 25. avgusta 2017. Pridobljeno 6. marca 2015.
116. ↑  Hart, Angela (5. junij 2018). »Gavin Newsom, John Cox advance to general election in California governor's race«. The Sacramento Bee. Arhivirano iz prvotnega spletišča dne 7. junija 2018. Pridobljeno 6. junija 2018.
117. ↑  Martichoux, Alix (3. februar 2021). »Why do people want to recall Gov. Gavin Newsom? We explain«. ABC7 Los Angeles. Arhivirano iz prvotnega spletišča dne 15. februarja 2021. Pridobljeno 11. februarja 2021.
118. ↑  Martichoux, Alix (3. februar 2021). »Why do people want to recall Gov. Gavin Newsom? We explain«. ABC7 Los Angeles. Arhivirano iz prvotnega spletišča dne 15. februarja 2021. Pridobljeno 11. februarja 2021.
119. 1 2  Korte, Lara (29. marec 2021). »The origin of the Newsom recall had nothing to do with COVID-19. Here's why it began«. The Sacramento Bee. Arhivirano iz prvotnega spletišča dne 16. julija 2021. Pridobljeno 16. septembra 2021.
120. ↑  Stone, Ken (6. november 2020). »Newsom Recall Drive Gets New Life: Signature Deadline Delayed to March 17«. Times of San Diego. Arhivirano iz prvotnega spletišča dne 3. februarja 2021. Pridobljeno 16. decembra 2020.
121. ↑  Sources that reference Newsom's attendance at The French Laundry as a contributor to the recall petition:
122. 1 2  Blood, Michael R. (17. marec 2021). »EXPLAINER: Why is California Gov. Newsom facing a recall?«. ABC News. Arhivirano iz prvotnega spletišča dne 21. maja 2021. Pridobljeno 16. septembra 2021.
123. ↑  Hoeven, Emily (4. avgust 2021). »How much will California's EDD scandal cost Newsom in the recall election?«. CalMatters. Arhivirano iz prvotnega spletišča dne 10. septembra 2021. Pridobljeno 16. septembra 2021.
124. ↑  Harris, Mary (3. maj 2021). »Are Californians Still Mad at Gavin Newsom?«. Slate Magazine. Arhivirano iz prvotnega spletišča dne 31. maja 2021. Pridobljeno 16. septembra 2021.
125. ↑  Nuttle, Matthew (23. junij 2021). »Newsom Recall is a Go After Only 43 People Remove Their Signatures from Effort«. ABC. Arhivirano iz prvotnega spletišča dne 1. oktobra 2021. Pridobljeno 22. septembra 2021.
126. ↑  Ronayne, Kathleen; Blood, Michael R. (15. september 2021). »California Gov. Gavin Newsom beats back GOP-led recall«. Associated Press. Sacramento. Arhivirano iz prvotnega spletišča dne 19. septembra 2021. Pridobljeno 19. septembra 2021.
127. ↑  »California Gov. Gavin Newsom stays in power as recall fails«. AP NEWS. 14. september 2021. Arhivirano iz prvotnega spletišča dne 15. septembra 2021. Pridobljeno 15. septembra 2021.
128. ↑  Bernstein, Sharon (15. september 2021). »TV networks«. Reuters. Arhivirano iz prvotnega spletišča dne 14. septembra 2021. Pridobljeno 15. septembra 2021.
129. ↑  Korte, Lara (8. november 2022). »Gavin Newsom easily wins reelection in California a year after recall«. Politico. Pridobljeno 12. novembra 2022.
130. ↑  Christopher, Ben (22. oktober 2019). »Gov. Newsom the moderate? On this spectrum, almost every Democratic legislator is further left«. Calmatters. Arhivirano iz prvotnega spletišča dne 3. decembra 2021. Pridobljeno 3. decembra 2021. Based on an analysis of the 1,042 bills that the governor signed or vetoed this year, Gavin Newsom is more moderate than any other Democratic state senator and sits to the left of only two Democrats in the Assembly.
131. ↑  Myers, John; Luna, Taryn (22. december 2020). »Newsom names Assemblywoman Shirley Weber to succeed Padilla as California secretary of state«. Los Angeles Times. Arhivirano iz prvotnega spletišča dne 19. marca 2021. Pridobljeno 16. marca 2021.
132. ↑  »Harris bursts through another barrier, becoming the first female, first Black and first South Asian vice president-elect«. CNN. Cable News Network. 7. november 2020. Arhivirano iz prvotnega spletišča dne 24. decembra 2020. Pridobljeno 20. decembra 2020.
133. ↑  Hubler, Shawn (22. december 2020). »Alex Padilla Will Replace Kamala Harris in the Senate«. The New York Times. ISSN 0362-4331. Arhivirano iz prvotnega spletišča dne 22. decembra 2020. Pridobljeno 22. decembra 2020.
134. ↑  White, Jeremy B. (3. februar 2021). »Newsom will wait to announce California AG until Becerra confirmed«. Politico PRO. Arhivirano iz prvotnega spletišča dne 13. julija 2021. Pridobljeno 16. marca 2021.
135. ↑  Cillizza, Chris (16. marec 2021). »Analysis: Gavin Newsom just tried to shove Dianne Feinstein out the door«. CNN. Arhivirano iz prvotnega spletišča dne 16. marca 2021. Pridobljeno 16. marca 2021.
136. ↑  Quinn, Melissa (16. marec 2021). »Gavin Newsom vows to name Black woman to Senate if Dianne Feinstein steps down«. CBS News. Arhivirano iz prvotnega spletišča dne 16. marca 2021. Pridobljeno 16. marca 2021.
137. ↑  Karni, Annie; Hubler, Shawn (29. september 2023). »The senator was hailed as a pioneer in politics. Here's what to know«. The New York Times.
138. ↑  Edelman, Adam; Terkel, Amanda (1. oktober 2023). »Gov. Gavin Newsom chooses Laphonza Butler to fill Dianne Feinstein's Senate seat«. NBC News (v angleščini).
139. ↑  Shafer, Scott; Lagos, Marisa (12. marec 2019). »Gov. Gavin Newsom Suspends Death Penalty in California«. NPR News. Arhivirano iz prvotnega spletišča dne 2. septembra 2021. Pridobljeno 19. septembra 2021.
140. ↑  Bollag, Sophia. »'Ineffective, irreversible and immoral:' Gavin Newsom halts death penalty for 737 inmates«. Sacramento Bee. Arhivirano iz prvotnega spletišča dne 10. decembra 2020. Pridobljeno 13. marca 2019.
141. ↑  »California governor on halting executions: "It's a racist system. You cannot deny that."«. CBS News. Arhivirano iz prvotnega spletišča dne 16. marca 2019. Pridobljeno 15. marca 2019.
142. ↑  Arango, Tim (12. marec 2019). »California Death Penalty Suspended; 737 Inmates Get Stay of Execution«. The New York Times. ISSN 0362-4331. Arhivirano iz prvotnega spletišča dne 3. aprila 2019. Pridobljeno 4. aprila 2019.
143. 1 2 3  Koseff, Alexei (9. februar 2022). »Is this another way to end California's death penalty?«. Calmatters.
144. ↑  Thompson, Don (31. januar 2022). »California moves to dismantle nation's largest death row«. Associated Press. Arhivirano iz prvotnega spletišča dne 8. februarja 2022. Pridobljeno 8. februarja 2022.
145. ↑  »Support for the death penalty is declining in California, poll shows«. Los Angeles Times. 20. maj 2021.
146. 1 2  Willon, Phil (23. avgust 2019). »She faces deportation after shooting her husband. Now, Gov. Newsom could pardon her«. Los Angeles Times. Arhivirano iz prvotnega spletišča dne 23. avgusta 2019. Pridobljeno 23. avgusta 2019.
147. ↑  Willon, Phil; Chabria, Anita (13. maj 2019). »In a rebuke to President Trump, Gov. Newsom pardons refugees facing deportation«. Los Angeles Times. Arhivirano iz prvotnega spletišča dne 14. maja 2019. Pridobljeno 14. maja 2019.
148. ↑  »California Gov. Gavin Newsom pardons 3 in bid to block deportations«. Associated Press. 16. november 2019. Arhivirano iz prvotnega spletišča dne 16. novembra 2019. Pridobljeno 16. novembra 2019.
149. ↑  »Newsom paroles immigrant, who is immediately detained by ICE«. Los Angeles Times. Associated Press. 23. december 2019. Arhivirano iz prvotnega spletišča dne 24. decembra 2019. Pridobljeno 24. decembra 2019.
150. ↑  Tapper, Jake; Mossburg, Cheri (13. januar 2022). »California Gov. Gavin Newsom denies parole for RFK assassin Sirhan Sirhan«. CNN. Arhivirano iz prvotnega spletišča dne 14. januarja 2022. Pridobljeno 14. januarja 2022.
151. ↑  Jackman, Tom (13. januar 2022). »Calif. Gov. Newsom denies parole for Sirhan Sirhan, convicted of Robert F. Kennedy assassination«. The Washington Post. Arhivirano iz prvotnega spletišča dne 14. januarja 2022. Pridobljeno 15. januarja 2022.
152. ↑  Wiley, Hannah (3. september 2020). »Will Gavin Newsom Sign New Police Laws After George Floyd Protests? Here are His Options«. The Sacramento Bee. Arhivirano iz prvotnega spletišča dne 15. septembra 2020. Pridobljeno 22. septembra 2021.
153. ↑  Martichoux, Alix (5. junij 2020). »Gavin Newsom directs California police officers to stop training use of carotid hold«. ABC 7. Arhivirano iz prvotnega spletišča dne 1. septembra 2021. Pridobljeno 18. septembra 2021.
154. ↑  Lethang, Marlene (1. oktober 2021). »California Gov. Newsom signs sweeping police reform bills, will strip badges from officers for misconduct«. ABC News. Pridobljeno 12. julija 2022.
155. ↑  Colton, Emma (27. september 2020). »Newsom signs law allowing transgender inmates to be placed in prisons according to gender identity«. Washington Examiner. Arhivirano iz prvotnega spletišča dne 29. septembra 2020. Pridobljeno 27. septembra 2020.
156. ↑  Beam, Adam (26. september 2020). »Gov. Newsom signs law requiring California prisons to house transgender inmates by gender identity«. ABC7 San Francisco. Arhivirano iz prvotnega spletišča dne 1. oktobra 2020. Pridobljeno 27. septembra 2020.
157. ↑  Martinez, Christian (24. november 2021). »Suit takes aim at law that lets transgender inmates choose housing based on gender identity«. Los Angeles Times. Pridobljeno 17. septembra 2024.
158. ↑  »Gov. Newsom declares state of emergency due to coronavirus«. KCRA. 4. marec 2020. Arhivirano iz prvotnega spletišča dne 5. marca 2020. Pridobljeno 4. marca 2020.
159. ↑  »Governor Newsom Declares State of Emergency to Help State Prepare for Broader Spread of COVID-19« (tiskovna objava). 4. marec 2020. Arhivirano iz prvotnega spletišča dne 9. marca 2020. Pridobljeno 9. marca 2020.
160. ↑  »Grand Princess cruise ship at center of coronavirus fight amid concerns about spread«. Los Angeles Times. 4. marec 2020. Arhivirano iz prvotnega spletišča dne 9. marca 2020. Pridobljeno 12. marca 2020.
161. ↑  Curwen, Thomas; Oreskes, Benjamin; Chabria, Anita Chabria (15. marec 2020). »An unexpected side effect of the coronavirus? A new urgency about helping homeless people«. Los Angeles Times. Arhivirano iz prvotnega spletišča dne 16. marca 2020. Pridobljeno 17. marca 2020.
162. ↑  Luna, Taryn (12. marec 2020). »Newsom issues order allowing California to take over hotels for coronavirus patients«. Los Angeles Times. Arhivirano iz prvotnega spletišča dne 16. marca 2020. Pridobljeno 14. marca 2020.
163. ↑  Willon, Phil; Myers, John (14. marec 2020). »Newsom orders more aid to California campuses shuttered by coronavirus, opting not to close schools statewide«. Los Angeles Times. Arhivirano iz prvotnega spletišča dne 14. marca 2020. Pridobljeno 15. marca 2020.
164. ↑  Phil Willon; Alex Wigglesworth; Taryn Luna; Laura Newberry; Colleen Shalby (16. marec 2020). »Coronavirus cases spike to 94 in L.A. County as officials issue more emergency restrictions«. Los Angeles Times. Arhivirano iz prvotnega spletišča dne 17. marca 2020. Pridobljeno 17. marca 2020.
165. ↑  Chance, Amy; Kasler, Dale (16. marec 2020). »No gatherings, restaurant meals in California now, Gavin Newsom directs«. The Sacramento Bee. Arhivirano iz prvotnega spletišča dne 17. marca 2020. Pridobljeno 17. marca 2020.
166. ↑  Willon, Phil; Luna, Taryn; Fry, Hannah (21. marec 2020). »'Time to wake up,' Newsom says, again urging Californians to stay home in coronavirus fight«. Los Angeles Times. Arhivirano iz prvotnega spletišča dne 21. marca 2020. Pridobljeno 22. marca 2020.
167. ↑  Willon, Phil. »Newsom assures Californians that the state has enough ventilators in coronavirus fight«. Los Angeles Times. Arhivirano iz prvotnega spletišča dne 12. aprila 2020. Pridobljeno 12. aprila 2020.
168. ↑  Skelton, George (27. april 2020). »Column: In the coronavirus crisis, California isn't under one-party rule, it's under one-man rule«. Los Angeles Times. Arhivirano iz prvotnega spletišča dne 27. aprila 2020. Pridobljeno 27. aprila 2020.
169. ↑  »Washington, Oregon and California announce Western states pact«. Seattle Weekly. 13. april 2020. Arhivirano iz prvotnega spletišča dne 4. junija 2020. Pridobljeno 29. aprila 2020.
170. ↑  »Washington, Oregon, California announce coronavirus pact«. Q13 FOX News. 13. april 2020. Arhivirano iz prvotnega spletišča dne 14. aprila 2020. Pridobljeno 13. aprila 2020.
171. ↑  McGreevy, Patrick; Wigglesworth, Alex (19. april 2020). »California will 'do the right thing' when lifting stay-at-home orders, Newsom says«. Los Angeles Times. Arhivirano iz prvotnega spletišča dne 19. aprila 2020. Pridobljeno 19. aprila 2020.
172. ↑  Myers, John (28. april 2020). »Some California businesses could reopen within weeks as state fights coronavirus, Newsom says«. Los Angeles Times. Arhivirano iz prvotnega spletišča dne 28. aprila 2020. Pridobljeno 28. aprila 2020.
173. ↑  Mossburg, Cheri; Cole, Devan (28. april 2020). »California governor outlines state's phased reopening plan«. CNN. Arhivirano iz prvotnega spletišča dne 29. aprila 2020. Pridobljeno 29. aprila 2020.
174. ↑  Savidge, Nico (4. april 2020). »Coronavirus: Will fans pack NFL stadiums for week 1? Don't count on it, Gov. Newsom says«. The Mercury News. Arhivirano iz prvotnega spletišča dne 13. julija 2021. Pridobljeno 4. aprila 2020.
175. ↑  Luna, Tarlyn (4. maj 2020). »Gov. Gavin Newsom says reopening California will begin this week«. Los Angeles Times. Arhivirano iz prvotnega spletišča dne 4. maja 2020. Pridobljeno 4. maja 2020.
176. ↑  Lopez, German (6. julij 2020). »How California went from a coronavirus success story to a worrying new hot spot«. Vox. Arhivirano iz prvotnega spletišča dne 6. julija 2020. Pridobljeno 7. julija 2020.
177. ↑  Mossburg, Cheri; Kelly, Caroline (8. maj 2020). »All California voters to receive mail-in ballot for November election, but in-person voting will remain«. CNN. Arhivirano iz prvotnega spletišča dne 9. maja 2020. Pridobljeno 9. maja 2020.
178. ↑  »Three Republican groups sue California governor over mail-in-vote order«. Reuters. 26. maj 2020. Arhivirano iz prvotnega spletišča dne 26. maja 2020. Pridobljeno 27. maja 2020.
179. ↑  Bollag, Sophia (18. junij 2020). »Gavin Newsom issues statewide mask order: Californians must wear face coverings in public«. Sacramento Bee. Arhivirano iz prvotnega spletišča dne 21. junija 2020. Pridobljeno 28. junija 2020.
180. ↑  »Face coverings required in public spaces« (PDF). Official California State Government Website. 18. junij 2020. Arhivirano iz prvotnega spletišča (PDF) dne 18. junija 2020. Pridobljeno 19. junija 2020.
181. ↑  »California county sheriff says he won't enforce Newsom's coronavirus mask order«. FoxNews. 19. junij 2020. Arhivirano iz prvotnega spletišča dne 19. junija 2020. Pridobljeno 19. junija 2020.
182. ↑  Myers, John; Wigglesworth, Alex; Newberry, Laura; Holland, Gale (28. junij 2020). »Newsom orders bars closed in 7 California counties including L.A. due to coronavirus spread«. Los Angeles Times. Arhivirano iz prvotnega spletišča dne 29. junija 2020. Pridobljeno 29. junija 2020.
183. ↑  Lin, Rong-Gong II; Blume, Howard; Gutierrez, Melody; Fry, Hannah; Dolan, Maura (14. julij 2020). »How California went from a rapid reopening to a second closing in one month«. Los Angeles Times. Arhivirano iz prvotnega spletišča dne 14. julija 2020. Pridobljeno 15. julija 2020.
184. ↑  Procter, Richard (4. marec 2021). »Remember when? Timeline marks key events in California's year-long pandemic grind«. CalMatters (v ameriški angleščini). Pridobljeno 21. avgusta 2024.
185. ↑  Ting, Eric (14. maj 2021). »UCSF expert: California, San Francisco should 'immediately' lift mask mandates for vaccinated«. Sfgate. Arhivirano iz prvotnega spletišča dne 17. maja 2021. Pridobljeno 17. maja 2021.
186. ↑  »California Focus: Florida or California: Which handles covid better?«. 7. maj 2021. Arhivirano iz prvotnega spletišča dne 17. maja 2021. Pridobljeno 17. maja 2021.
187. ↑  Hepler, Lauren; Council, Stephen (22. december 2020). »Who will pay for all of California's unemployment fraud?«. CalMatters. Arhivirano iz prvotnega spletišča dne 16. septembra 2021. Pridobljeno 18. septembra 2021.
188. ↑  McGreevy, Patrick (25. januar 2021). »California officials say unemployment fraud now totals more than $11 billion«. Los Angeles Times. Arhivirano iz prvotnega spletišča dne 18. septembra 2021. Pridobljeno 18. septembra 2021.
189. 1 2  »Editorial: California's unemployment system collapsed on Julie Su's watch«. Los Angeles Times. 11. februar 2021. Arhivirano iz prvotnega spletišča dne 11. februarja 2021. Pridobljeno 12. februarja 2021.
190. ↑  »House Republicans from California demand Gov. Newsom answer for unemployment failings«. Los Angeles Times. 5. februar 2021. Arhivirano iz prvotnega spletišča dne 12. februarja 2021. Pridobljeno 12. februarja 2021.
191. ↑  McGreevy, Patrick; Chabria, Anita; Winton, Richard (4. december 2020). »California may have sent $1 billion in jobless benefits to people outside the state, D.A.s warn«. Los Angeles Times. Arhivirano iz prvotnega spletišča dne 5. decembra 2020. Pridobljeno 4. decembra 2020.
192. ↑  McGreevy, Patrick (7. december 2020). »California unemployment fraud amid COVID-19 pandemic may total $2 billion, Bank of America says«. Los Angeles Times. Arhivirano iz prvotnega spletišča dne 16. decembra 2020. Pridobljeno 16. decembra 2020.
193. ↑  McGreevy, Patrick (15. januar 2021). »California unemployment fraud could top $9 billion, double previous estimate, expert warns«. Los Angeles Times. Arhivirano iz prvotnega spletišča dne 16. januarja 2021. Pridobljeno 16. januarja 2021.
194. ↑  Ronayne, Kathleen (29. januar 2021). »Unemployment Fraud Audit Creates Fresh Questions for Newsom«. NBC 7 San Diego. Arhivirano iz prvotnega spletišča dne 3. decembra 2021. Pridobljeno 3. decembra 2021.
195. ↑  Daniels, Jeff (22. marec 2019). »California Gov. Gavin Newsom declares state of emergency due to increased wildfire risk«. CNBC. Arhivirano iz prvotnega spletišča dne 2. avgusta 2020. Pridobljeno 22. marca 2020.
196. ↑  Singh, Maanvi (19. avgust 2020). »California wildfires: thousands evacuate as 'siege' of flames overwhelms state«. The Guardian. Arhivirano iz prvotnega spletišča dne 19. avgusta 2020. Pridobljeno 19. avgusta 2020.
197. ↑  Fuller, Thomas; Taylor, Derrick Bryson (16. oktober 2020). »In Rare Move, Trump Administration Rejects California's Request for Wildfire Relief«. The New York Times. ISSN 0362-4331. Arhivirano iz prvotnega spletišča dne 16. oktobra 2020. Pridobljeno 16. oktobra 2020.
198. ↑  »Newsom Misled the Public About Wildfire Prevention Efforts Ahead of Worst Fire Season on Record«. Arhivirano iz prvotnega spletišča dne 12. julija 2021. Pridobljeno 12. julija 2021.
199. 1 2  »Gov. Newsom's Wildfire 'Priority Project' Didn't Contain the Lava Fire, Leaving Evacuees Stuck in Traffic«. Arhivirano iz prvotnega spletišča dne 9. avgusta 2021. Pridobljeno 9. avgusta 2021.
200. ↑  Rodd, Scott. »As Lawmakers Indefinitely Postpone Wildfire Oversight Hearing, Internal Emails Reveal Cal Fire Chief Ordered Key Document Pulled from the Internet«. www.capradio.org. Arhivirano iz prvotnega spletišča dne 28. avgusta 2021. Pridobljeno 28. avgusta 2021.
201. ↑  Rodd, Scott (12. april 2022). »Newsom hailed this 'critical' wildfire-prevention program. Two years on, it hasn't completed a single project«. CAP Radio. Pridobljeno 13. aprila 2022.
202. ↑  Rittiman, Brandon (10. avgust 2021). »Newsom's office crafted law protecting PG&E after company's crimes killed 84 people | FIRE – POWER – MONEY Investigation«. abc10.com. Arhivirano iz prvotnega spletišča dne 3. februarja 2022. Pridobljeno 11. februarja 2022.
203. ↑  »AB-1054 Public utilities: wildfires and employee protection«. Arhivirano iz prvotnega spletišča dne 21. decembra 2021. Pridobljeno 11. februarja 2022.
204. ↑  Rittiman, Brandon (10. avgust 2021). »Fire-Power-Money«. Arhivirano iz prvotnega spletišča dne 9. februarja 2022. Pridobljeno 11. februarja 2022.
205. ↑  Rittiman, Brandon (12. avgust 2021). »California government defends PG&E bailout law in court«. Arhivirano iz prvotnega spletišča dne 19. avgusta 2021. Pridobljeno 11. februarja 2022.
206. 1 2  Willon, Phil (28. september 2019). »Defying environmentalists, Newsom vetoes bill to block Trump's Endangered Species Act rollback«. Los Angeles Times. Arhivirano iz prvotnega spletišča dne 2. oktobra 2019. Pridobljeno 2. oktobra 2019.
207. ↑  Boxall, Bettina (22. november 2019). »Newsom administration sends mixed signals on delta endangered species protections«. Los Angeles Times. Arhivirano iz prvotnega spletišča dne 22. novembra 2019. Pridobljeno 23. novembra 2019.
208. ↑  »Attorney General Becerra Files Lawsuit Against Trump Administration for Failing to Protect Endangered Species in the Sacramento and San Joaquin Rivers«. State of California - Department of Justice - Office of the Attorney General. 20. februar 2020. Pridobljeno 4. julija 2022.
209. ↑  Luna, Taryn (25. september 2019). »Newsom will announce new plans for a satellite to track climate change«. Los Angeles Times. Arhivirano iz prvotnega spletišča dne 6. oktobra 2019. Pridobljeno 7. oktobra 2019.
210. ↑  »Newsom's address to the Democratic National Convention, emphasizing climate change and praising Joe Biden and Kamala Harris«. ABC News. 21. avgust 2020. Arhivirano iz prvotnega spletišča dne 23. avgusta 2020. Pridobljeno 23. avgusta 2020.
211. ↑  Grandoni, Dino (23. september 2020). »California to phase out sales of new gas-powered cars by 2035«. The Washington Post. Arhivirano iz prvotnega spletišča dne 12. novembra 2020. Pridobljeno 12. novembra 2020.
212. ↑  Olalde, Mark (30. september 2020). »Gov. Gavin Newsom signs off on new commission to study Salton Sea lithium extraction«. The Desert Sun. Arhivirano iz prvotnega spletišča dne 1. oktobra 2020. Pridobljeno 30. septembra 2020.
213. 1 2  Willon, Phil (12. julij 2019). »Gov. Gavin Newsom fires top official over fracking permits — but won't ban the oil wells«. Los Angeles Times. Arhivirano iz prvotnega spletišča dne 13. julija 2019. Pridobljeno 14. julija 2019.
214. ↑  Nguyen, Daisy (3. september 2020). »Approvals for new oil and gas wells up in California«. AP NEWS. Pridobljeno 30. maja 2022.
215. ↑  Cantu, Aaron (1. februar 2021). »California Governor Gavin Newsom, despite pledge, signed 1,709 oil and gas production permits«. Newsweek. Pridobljeno 30. maja 2022.
216. ↑  »Why Is California Approving So Many New Oil Wells?«. Bloomberg.com. 18. november 2019. Pridobljeno 30. maja 2022.
217. ↑  Willon, Phil (19. november 2019). »Newsom blocks new California fracking pending scientific review«. Los Angeles Times. Arhivirano iz prvotnega spletišča dne 20. novembra 2019. Pridobljeno 21. novembra 2019.
218. ↑  »California Issues First New Fracking Permits Since July«. KPBS Public Media. 4. april 2020. Pridobljeno 30. maja 2022.
219. ↑  Willon, Phil (21. september 2020). »Environmentalists plan lawsuit challenging Newsom over oil and gas drilling permits«. Los Angeles Times. Pridobljeno 30. maja 2022.
220. ↑  »Gavin Newsom Sued for 'Completely Unacceptable' Approval of Oil and Gas Projects in California«. EcoWatch. 25. februar 2021. Pridobljeno 30. maja 2022.
221. ↑  Sheeler, Andrew (5. oktober 2021). »End oil drilling permits? + Equality California union breakthrough + Group seeks Newsom vetoes«. The Sacramento Bee. Pridobljeno 30. maja 2022.
222. ↑  Hubler, Shawn (23. april 2021). »California's governor seeks to ban new fracking and halt oil production, but not immediately«. The New York Times. ISSN 0362-4331. Pridobljeno 30. maja 2022.
223. ↑  Newburger, Emma (21. oktober 2021). »California moves to ban oil wells within 3,200 feet of homes and schools«. CNBC. Pridobljeno 12. maja 2022.
224. ↑  Koseff, Alexei (29. marec 2023). »Newsom signs watered-down oil profit penalty into law«. CalMatters (v ameriški angleščini). Pridobljeno 29. marca 2023.
225. ↑  Ronayne, Kathleen (4. junij 2021). »Newsom: No conflict in corporate giving to wife's non-profit«. AP NEWS. Arhivirano iz prvotnega spletišča dne 2. avgusta 2021. Pridobljeno 2. avgusta 2021.
226. ↑  »AB-1228 Fast food restaurant industry: Fast Food Council: health, safety, employment, and minimum wage«. California Legislative Information. State of California. Pridobljeno 27. novembra 2024.
227. ↑  Sirtori, Daniela (28. februar 2024). »How Panera Bread Ducked California's New $20 Minimum Wage Law«. Bloomberg. Pridobljeno 27. novembra 2024.
228. ↑  Zavala, Ashley (29. februar 2024). »Report: California's fast food law exempts Panera because of Gov. Newsom's relationship with billionaire franchisee«. KCRA 3. Pridobljeno 27. novembra 2024.
229. ↑  »AB-3206 Alcoholic beverages: hours of sale: arenas in the City of Inglewood«. California Legislative Information. State of California. Pridobljeno 18. novembra 2024.
230. ↑  Nguyễn, Trân (3. oktober 2024). »Last call at 4 a.m. in California? Governor says yes for one private club in LA Clippers' new arena«. Associated Press. Pridobljeno 18. novembra 2024.
231. ↑  Mays, Mackenzie (30. september 2024). »Newsom signs bill to push last call until 4 a.m. — but only for VIPs at new Clippers arena«. Los Angeles Times. Pridobljeno 18. novembra 2024.
232. ↑  Christopher, Ben (5. oktober 2020). »How the pandemic reshaped California politics in 2020«. CalMatters. Pridobljeno 30. maja 2022.
233. ↑  Kahn, Debra (22. april 2020). »Newsom executive orders test constitutional bounds — and legislative goodwill«. Politico. Pridobljeno 30. maja 2022.
234. ↑  Willon, Phil (1. junij 2019). »California Gov. Gavin Newsom calls for nationwide background checks on ammo purchases«. Los Angeles Times. Arhivirano iz prvotnega spletišča dne 1. junija 2019. Pridobljeno 2. junija 2019.
235. ↑  Winton, Richard; Luna, Taryn; McGreevy, Patrick; Nelson, Laura (30. julij 2019). »Gilroy festival shooter obtained 'weapons of goddamned mass destruction,' Newsom says«. Los Angeles Times. Arhivirano iz prvotnega spletišča dne 25. novembra 2019. Pridobljeno 30. julija 2019.
236. ↑  REESE, PHILLIP (7. oktober 2019). »When masculinity turns 'toxic': A gender profile of mass shootings«. Los Angeles Times. Arhivirano iz prvotnega spletišča dne 14. oktobra 2019. Pridobljeno 15. oktobra 2019.
237. ↑  »California Appeals Court Ruling Upending Assault Weapons Ban«. 10. junij 2021. Arhivirano iz prvotnega spletišča dne 10. junija 2021. Pridobljeno 10. junija 2021.
238. ↑  »California's governor pledges to model an assault weapons ban on Texas abortion law«. NPR. The Associated Press. 12. december 2021. Arhivirano iz prvotnega spletišča dne 12. decembra 2021. Pridobljeno 12. decembra 2021.
239. ↑  »Governor Newsom Takes Action to Further Restrict Ghost Guns and Protect California Kids from Gun Violence«. California Governor. 1. julij 2022. Pridobljeno 4. julija 2022.
240. ↑  Ahumada, Rosalio (1. julij 2022). »Gavin Newsom signs new gun safety laws targeting illegal weapons, marketing to kids«. The Sacramento Bee. Pridobljeno 4. julija 2022.
241. ↑  Veronica Stracqualursi (22. julij 2022). »Newsom signs California gun bill modeled after Texas abortion law«. CNN. Pridobljeno 23. julija 2022.
242. ↑  »Newsom signs gun law modeled after Texas abortion ban, setting up Supreme Court fight«. Los Angeles Times. 22. julij 2022. Pridobljeno 23. julija 2022.
243. ↑  Ellison, Stephen (8. junij 2023). »California governor launches campaign for gun control amendment to US Constitution«. NBC Bay Area (v ameriški angleščini). Pridobljeno 8. junija 2023.
244. ↑  »Governor Newsom proposing a 28th Amendment to the Constitution to end the gun violence crisis«. www.cbsnews.com (v ameriški angleščini). 8. junij 2023. Pridobljeno 8. junija 2023.
245. ↑  »California plans to be abortion sanctuary if Roe overturned«. Associated Press. 8. december 2021.
246. ↑  »California governor signs law that makes abortions cheaper«. ABC News.
247. ↑  »Twenty-One States Announce Historic Governor-Led Reproductive Freedom Alliance«. California Governor (v angleščini). 21. februar 2023. Pridobljeno 4. marca 2023.
248. ↑  Gregory Krieg; Nathaniel Meyersohn (7. marec 2023). »Newsom to shut Walgreens out of California state business following abortion pill decision | CNN Politics«. CNN (v angleščini). Pridobljeno 10. marca 2023.
249. 1 2 3  Young, Samantha (6. april 2023). »Gov. Newsom wanted California to cut ties with Walgreens. Then federal law got in the way«. San Francisco Chronicle. The federal regulations that protect Walgreens are the same that have allowed Planned Parenthood to offer health care services to Medicaid enrollees in conservative states, where leaders have sought unsuccessfully to exclude the network of clinics from receiving taxpayer funding. An approved pharmacy company can be excluded from state networks only if it has committed fraud or other contract violations, added Edwin Park, a research professor at Georgetown University with expertise in Medicaid law. "Certainly, that wouldn't be the case for Walgreens," Park said.
250. 1 2  Koseff, Alexei (14. junij 2019). »Where Gov. Gavin Newsom wins and loses in newly passed California budget«. San Francisco Chronicle. Arhivirano iz prvotnega spletišča dne 14. junija 2019. Pridobljeno 14. junija 2019.
251. ↑  Gutierrez, Melody (27. julij 2021). »California expands Medi-Cal to older undocumented immigrants«. Los Angeles Times. Arhivirano iz prvotnega spletišča dne 3. decembra 2021. Pridobljeno 3. decembra 2021.
252. ↑  »California budget deal would boost health care for undocumented immigrants over 50«. 26. junij 2021.
253. ↑  Beam, Adam; Thompson, Don (1. julij 2022). »California becomes first state to guarantee free health care for all low-income immigrants«. ABC7 Los Angeles. Arhivirano iz prvotnega spletišča dne 5. julija 2022. Pridobljeno 4. julija 2022.
254. ↑  Abdul El-Sayed (22. februar 2022). »Why California's Cowardly Democrats Scurried Away From Single-Payer«. The New Republic. Pridobljeno 22. marca 2022.
255. ↑  Walker Bragman (28. januar 2022). »Newsom's Big Choice: Single Payer Or His Insurance Donors?«. Pridobljeno 22. marca 2022.
256. ↑  Marashi, Soraya (6. julij 2022). »Newsom signs bill establishing Office of Health Care Affordability after negotiations«. State of Reform (v ameriški angleščini). Pridobljeno 16. marca 2023.
257. ↑  »Newsom signs bill advancing universal health care, vetoes insulin price cap - CBS San Francisco«. CBS News. 7. oktober 2023.
258. ↑  Oxford, Andrew (8. oktober 2023). »California Governor Vetoes Bill Capping Monthly Insulin Costs«. Bloomberg Law. Pridobljeno 16. septembra 2024.
259. ↑  Skelton, George (16. januar 2020). »Newsom can't afford to ignore homelessness. It's the top issue with voters«. Los Angeles Times. Arhivirano iz prvotnega spletišča dne 16. januarja 2020. Pridobljeno 16. januarja 2020.
260. ↑  della Cava, Marco (14. april 2019). »As Trump battles California, Gov. Newsom makes big changes in first 100 days«. USA Today. Arhivirano iz prvotnega spletišča dne 14. aprila 2019. Pridobljeno 15. aprila 2019.
261. ↑  Dillon, Liam (10. januar 2019). »Gov. Gavin Newsom threatens to cut state funding from cities that don't approve enough housing«. Los Angeles Times. Arhivirano iz prvotnega spletišča dne 29. januarja 2019. Pridobljeno 29. januarja 2019.
262. ↑  Dillon, Liam (25. januar 2019). »At Gov. Newsom's urging, California will sue Huntington Beach over blocked homebuilding«. Los Angeles Times. Arhivirano iz prvotnega spletišča dne 29. januarja 2019. Pridobljeno 29. januarja 2019.
263. ↑  Sclafani, Julia (15. januar 2020). »Planning Commission vote moves Huntington Beach a step closer to resolving state housing lawsuit«. Daily Pilot. Arhivirano iz prvotnega spletišča dne 16. januarja 2020. Pridobljeno 16. januarja 2020.
264. ↑  Cavanaugh, Kerry (25. januar 2019). »Gavin Newsom just declared war on NIMBYs«. Los Angeles Times. Arhivirano iz prvotnega spletišča dne 28. januarja 2019. Pridobljeno 29. januarja 2019.
265. ↑  Dillon, Liam (18. junij 2019). »Southern California cities cite 'chaos' in rejecting state push for more housing«. Los Angeles Times. Arhivirano iz prvotnega spletišča dne 18. junija 2019. Pridobljeno 18. junija 2019.
266. ↑  Luna, Taryn (17. januar 2020). »Gov. Gavin Newsom promotes using state-owned trailers to house homeless people«. Los Angeles Times. Arhivirano iz prvotnega spletišča dne 17. januarja 2020. Pridobljeno 17. januarja 2020.
267. ↑  Bollag, Sophia (22. maj 2022).  Napisano v Sacramento. »'NIMBYism is destroying the state.' Gavin Newsom ups pressure on cities to build more housing«. San Francisco Chronicle. San Francisco. Pridobljeno 6. junija 2022. NIMBYism is destroying the state," [Newsome] told the editorial board in an interview seeking the paper's endorsement in his upcoming re-election bid. "We're gonna demand more from our cities and counties.
268. ↑  Koseff, Alexei (16. september 2021). »Newsom signs long-awaited bills to increase housing density in California«. San Francisco Chronicle. Arhivirano iz prvotnega spletišča dne 17. septembra 2021. Pridobljeno 17. septembra 2021.
269. 1 2 3  Gardiner, Dustin (28. september 2022). »Newsom signs major bills to increase housing density in urban centers«. San Francisco Chronicle (v angleščini). Pridobljeno 29. septembra 2022.
270. ↑  Khouri, Andrew (23. september 2022). »California bans mandated parking near transit to fight high housing prices, climate change«. Los Angeles Times. Pridobljeno 29. septembra 2022.
271. 1 2  Beam, Adam (28. september 2022). »California Gov. Newsom signs laws to boost housing production«. PBS NewsHour (v ameriški angleščini). Associated Press. Pridobljeno 29. septembra 2022.
272. 1 2  Watt, Nick (11. julij 2023). »California has spent billions to fight homelessness. The problem has gotten worse«. CNN (v angleščini). Pridobljeno 1. januarja 2024.
273. ↑  Levin, Sam (19. december 2023). »California's homelessness crisis is the worst in the US. But who is struggling the most?«. The Guardian (v britanski angleščini). ISSN 0261-3077. Pridobljeno 1. januarja 2024.
274. ↑  »Bill Text – SB-7 Environmental quality: Jobs and Economic Improvement Through Environmental Leadership Act of 2021«. leginfo.legislature.ca.gov. Arhivirano iz prvotnega spletišča dne 2. septembra 2021. Pridobljeno 2. septembra 2021.
275. ↑  »To the Members of California State Senate« (PDF). Office of the Governor. 7. oktober 2023. Pridobljeno 14. januarja 2025.
276. ↑  »To the Members of the California State Assembly« (PDF). Office of the Governor. 7. oktober 2023. Pridobljeno 14. januarja 2025.
277. ↑  La, Lynn (9. oktober 2023). »Which big California bills did Newsom veto?«. CalMatters (v ameriški angleščini). Pridobljeno 18. julija 2024.
278. ↑  »California governor vows to take away funding from cities and counties for not clearing encampments«. AP News (v angleščini). 9. avgust 2024. Pridobljeno 9. novembra 2024.
279. ↑  Hubler, Shawn (8. avgust 2024). »Newsom Clears Homeless Camps in L.A. County, Where He Wants More 'Urgency'«. The New York Times.
280. ↑  Sabalow, Ryan; Kasler, Dale (19. december 2019). »Gov. Newsom's threat to sue Trump upends peace talks on California water wars«. Sacramento Bee. Arhivirano iz prvotnega spletišča dne 6. januarja 2020. Pridobljeno 20. decembra 2019.
281. ↑  »Minorities During the Gold Rush«. California Secretary of State. Arhivirano iz prvotnega spletišča dne 1. februarja 2014.
282. ↑  Cowan, Jill (19. junij 2019). »'It's Called Genocide': Newsom Apologizes to the State's Native Americans«. The New York Times. Arhivirano iz prvotnega spletišča dne 6. maja 2021. Pridobljeno 20. junija 2019.
283. ↑  Walker, Jackson (4. oktober 2024). »California bans 'derogatory' Native American mascots, team names at public schools«. KRCR-TV. Arhivirano iz prvotnega spletišča dne 4. oktobra 2024. Pridobljeno 4. oktobra 2024.
284. ↑  Riedel, Samantha (30. september 2022). »California Is Officially the First Sanctuary State for Trans Youth« (v ameriški angleščini). Pridobljeno 23. septembra 2023.
285. ↑  »Governor Newsom Proclaims LGBTQ+ Pride Month 2023« (v ameriški angleščini). 1. junij 2023. Pridobljeno 23. septembra 2023.
286. ↑  Lozano, Alicia (23. julij 2023). »California to fine school district $1.5 million for rejecting materials mentioning Harvey Milk«. NBC News (v ameriški angleščini). Pridobljeno 23. septembra 2023.
287. ↑  X (26. september 2023). »Newsom bars school book bans: LGBTQ+ textbook bill signed into law amid growing culture wars«. Los Angeles Times (v ameriški angleščini). Pridobljeno 25. junija 2025.
288. ↑  Mays, Mackenzie (15. julij 2024). »Newsom signs bill banning schools from notifying parents about student gender identity«. Los Angeles Times (v ameriški angleščini). Pridobljeno 27. avgusta 2024.
289. ↑  »To the Members of the California State Assembly: I am returning Assembly Bill 1432 without my signature« (PDF). Office of the Governor. 7. oktober 2023. Pridobljeno 14. januarja 2025.
290. ↑  Childs, Jeremy (23. julij 2023). »Newsom vetoes bill requiring custody hearings consider affirmation of child's gender identity«. Los Angeles Times (v ameriški angleščini). Pridobljeno 23. septembra 2023.
291. ↑  »California governor vetoes bill that would have banned caste discrimination«. Associated Press News. 7. oktober 2023.
292. ↑  »California governor vetoes bill to ban caste discrimination«. Reuters. Pridobljeno 14. novembra 2024.
293. ↑  Qin, Amy (7. oktober 2023). »Newsom Vetoes Bill Banning Caste Discrimination«. The New York Times.
294. ↑  »California governor vetoes bill offering unemployment pay to strikers«. Reuters. Pridobljeno 14. novembra 2024.
295. ↑  Hubler, Shawn (Oktober 2023). »Newsom Vetoes Bill Allowing Workers to Collect Unemployment Pay While Striking«. The New York Times.
296. ↑  DiFeliciantonio, Chase (9. oktober 2023). »Newsom vetoes layoff notice bill that would have protected contract workers«. San Francisco Chronicle (v angleščini). Pridobljeno 14. novembra 2024.
297. ↑  Luna, Taryn (28. marec 2019). »Newsom will travel to El Salvador next month in first international trip as California governor«. Los Angeles Times. Arhivirano iz prvotnega spletišča dne 29. marca 2019. Pridobljeno 28. marca 2019.
298. ↑  Bollag, Sophia (8. april 2019). »Is Gavin Newsom campaigning in El Salvador? Trip prompts praise, speculation«. The Sacramento Bee. ISSN 0890-5738. Arhivirano iz prvotnega spletišča dne 8. aprila 2019. Pridobljeno 8. aprila 2019.
299. ↑  Luna, Taryn (8. april 2019). »Newsom seeks to counter Trump as he makes world stage debut in El Salvador«. Los Angeles Times. Arhivirano iz prvotnega spletišča dne 8. aprila 2019. Pridobljeno 8. aprila 2019.
300. ↑  Aguilera, Elizabeth; Christopher, Ben (13. april 2019). »Mission Accomplished? Scoring Newsom's Trip To El Salvador«. Capital Public Radio. Arhivirano iz prvotnega spletišča dne 14. aprila 2019. Pridobljeno 14. aprila 2019.
301. ↑  »Newsom: Israel-Hamas war 'not intellectual any longer'«. Politico. 23. oktober 2023.
302. ↑  »California Gov. Newsom's Israel visit draws support and criticism, supporters of Palestinians gather at Capitol«. CBS News. 20. oktober 2023.
303. ↑  Gardiner, Dustin; Korte, Lara (31. oktober 2023). »Newsom's only stumble in China«. POLITICO (v angleščini). Pridobljeno 31. decembra 2023.
304. 1 2  »California's Newsom Wraps Up China Trip With Tesla Factory Visit«. Bloomberg News (v angleščini). 30. oktober 2023. Pridobljeno 9. novembra 2023.
305. ↑  Toh, Michelle; Lilieholm, Lucas (26. oktober 2023). »'Divorce is not an option' for US and China, Newsom says after Xi meeting«. CNN. Pridobljeno 9. novembra 2023.
306. ↑  »JoinCalifornia - Gavin Newsom«. www.joincalifornia.com.
307. ↑  »Newsom making headlines, but analysts skeptical of 2024 run«. NewsNation (v ameriški angleščini). 9. junij 2023. Pridobljeno 13. julija 2023.
308. ↑  Pengelly, Martin (16. maj 2023). »Gavin Newsom presidential run is 'no-brainer', Arnold Schwarzenegger says«. The Guardian (v britanski angleščini). ISSN 0261-3077. Pridobljeno 13. julija 2023.
309. ↑  Udasin, Sharon (10. april 2023). »Will Gavin Newsom run for president? Experts say it's not if, but when«. The Hill (v ameriški angleščini). Pridobljeno 13. julija 2023.
310. ↑  Balevic, Katie. »Gavin Newsom says he is definitely not running for president in 2024 after his 'vulnerable' 2021 recall«. Business Insider (v ameriški angleščini). Pridobljeno 13. julija 2023.
311. ↑  »Newsom Told the White House He Won't Challenge Biden«. POLITICO (v angleščini). 26. november 2022. Pridobljeno 13. julija 2023.
312. ↑  Daunt, Tina (25. april 2023). »Gavin Newsom Shelves Own Presidential Ambitions, Endorses Joe Biden Reelection Run | Exclusive« (v ameriški angleščini). Pridobljeno 13. julija 2023.
313. ↑  Mueller, Julia (5. junij 2023). »Newsom calls DeSantis a 'small, pathetic man' amid questions over migrant flight«. The Hill (v ameriški angleščini). Pridobljeno 13. julija 2023.
314. ↑  Galt, Claire (20. junij 2023). »Political scientist speculates on DeSantis-Newsom feud«. WINK News (v ameriški angleščini). Pridobljeno 13. julija 2023.
315. ↑  Robertson, Nick (3. julij 2024). »Newsom launching podcast with former NFL star Marshawn Lynch« (v ameriški angleščini). Pridobljeno 28. julija 2024.
316. ↑  Gamio, Lazaro; Keefe, John; Kim, June; McFadden, Alyce; Park, Andrew; Yourish, Karen (22. julij 2024). »Many Elected Democrats Quickly Endorsed Kamala Harris. See Who Did«. The New York Times (v ameriški angleščini). ISSN 0362-4331. Pridobljeno 22. julija 2024.
317. ↑  Nguyen, Tran (7. november 2024). »California governor calls special session to protect liberal policies from Trump presidency«. Associated Press. Arhivirano iz prvotnega spletišča dne 7. novembra 2024. Pridobljeno 7. novembra 2024.
318. ↑  Cadelago, Christopher (3. december 2024). »Newsom becomes the most prominent Dem to break with Biden over son's pardon«. POLITICO (v angleščini). Pridobljeno 5. decembra 2024.
319. ↑  »Newsom and Schiff sharply criticize president for pardoning Hunter Biden«. Los Angeles Times (v ameriški angleščini). 4. december 2024. Pridobljeno 5. decembra 2024.
320. ↑  »Gov. Newsom says he's 'disappointed' in President Biden's decision to pardon his son Hunter«. KSBY News (v angleščini). 4. december 2024. Pridobljeno 5. decembra 2024.
321. ↑  »Andy Beshear hits Newsom for hosting Bannon on his new podcast«. POLITICO (v angleščini). 13. marec 2025. Pridobljeno 14. marca 2025.
322. ↑  John, Arit (9. marec 2025). »Newsom becomes most prominent Democrat to buck the party and echo majority public opinion on trans athletes | CNN Politics«. CNN (v angleščini). Pridobljeno 14. marca 2025.
323. ↑  »California's Newsom starts tour to boost red-state Democrats«. AP News (v angleščini). 30. marec 2023. Pridobljeno 19. oktobra 2023.
324. ↑  Yu, Alexei Koseff, Yue Stella (10. julij 2024). »Gavin Newsom for president? Tallying up his assets and liabilities«. CalMatters (v ameriški angleščini). Pridobljeno 20. septembra 2024.
325. 1 2 3  Boffi, Kristen (12. april 2008). »San Francisco's Gavin Newsom sits down with The Santa Clara Newsom discusses how Santa Clara guides his career«. The Santa Clara. Arhivirano iz prvotnega spletišča dne 26. aprila 2009. Pridobljeno 13. aprila 2008.
326. ↑  Gordon, Rachel (3. marec 2006). »Down by the Bay/A blues story with all the requisite elements: love, booze and death«. The San Francisco Chronicle. Arhivirano iz prvotnega spletišča dne 18. junija 2006. Pridobljeno 13. maja 2025.
327. ↑  Vega, Cecilia (27. oktober 2007). »Newsom reflects on 4 years of ups and downs as election approaches«. The San Francisco Chronicle. Arhivirano iz prvotnega spletišča dne 6. decembra 2007. Pridobljeno 7. marca 2008.
328. ↑  Garchik, Leah (5. avgust 2004). »'New Kennedys' or not, focus is on city's first couple«. San Francisco Chronicle. Arhivirano iz prvotnega spletišča dne 23. avgusta 2004. Pridobljeno 10. marca 2008.
329. ↑  Phillip Matier; Andrew Ross (6. januar 2005). »Newsom, wife decide to end 3-year marriage«. San Francisco Chronicle. Arhivirano iz prvotnega spletišča dne 24. januarja 2005. Pridobljeno 14. maja 2025.
330. ↑  Gordon, Rachel (24. junij 2011). »Gavin and Kimberly are officially divorced«. The San Francisco Chronicle. Arhivirano iz prvotnega spletišča dne 15. julija 2011. Pridobljeno 11. februarja 2022.
331. ↑  »Kimberly Guilfoyle, rumored Spicer replacement, signs long-term Fox News deal«. The Hill. 29. junij 2017. Pridobljeno 5. julija 2022.
332. ↑  Marr, Madeline (16. julij 2016). »'When's the wedding?' Donald Trump Jr. posts about anniversary, and folks had questions«. Miami Herald.
333. ↑  Knight, Heather (5. februar 2007). »Newsom seeks treatment for alcohol abuse«. San Francisco Chronicle. Arhivirano iz prvotnega spletišča dne 24. oktobra 2012. Pridobljeno 26. novembra 2012.Heather Maddan (11. marec 2007). »Girlfriend, uninterrupted/Actress Jennifer Siebel is standing by her man, who happens to be Mayor Gavin Newsom, and says there's no trouble in their romance«. The San Francisco Chronicle. Arhivirano iz prvotnega spletišča dne 4. marca 2008. Pridobljeno 10. marca 2008.
334. ↑  Carolyne Zinko (1. januar 2008). »S.F. Mayor Newsom engaged to be married«. The San Francisco Chronicle. Arhivirano iz prvotnega spletišča dne 8. decembra 2008. Pridobljeno 10. marca 2008.
335. ↑  Matier and Ross (25. maj 2008). »Newsom, Siebel plan Montana wedding in July«. San Francisco Chronicle. Arhivirano iz prvotnega spletišča dne 8. decembra 2008. Pridobljeno 22. junija 2008.
336. ↑  Park, Michael Y. (26. julij 2008). »San Francisco Mayor Gavin Newsom Weds«. People. Arhivirano iz prvotnega spletišča dne 8. januarja 2011. Pridobljeno 18. novembra 2010.
337. ↑  The City Insider (18. februar 2009). »And baby makes three for the Newsoms«. The San Francisco Chronicle. Arhivirano iz prvotnega spletišča dne 22. februarja 2009. Pridobljeno 19. februarja 2009.
338. ↑  Andrew Dalton (5. julij 2013). »Newsom Clan Adds Third Offspring«. SFist.com. Arhivirano iz prvotnega spletišča dne 10. julija 2013. Pridobljeno 15. julija 2013.
339. ↑  »Gavin Newsom's New Baby Named After Town of Dutch Flat«. The Mercury News. 28. februar 2016. Arhivirano iz prvotnega spletišča dne 21. septembra 2016. Pridobljeno 12. septembra 2016.
340. ↑  Wilkey, Robin (29. november 2011). »Gavin Newsom Buys House In Marin County«. Huffington Post. Arhivirano iz prvotnega spletišča dne 28. februarja 2012. Pridobljeno 6. marca 2012.
341. 1 2  Sheeler, Andrew (31. maj 2019). »More Bay Area transplants: Gavin Newsom bought Sacramento's most expensive home in 2019«. The Sacramento Bee. Arhivirano iz prvotnega spletišča dne 5. maja 2020. Pridobljeno 5. aprila 2020.
342. ↑  Varian, Ethan (20. julij 2019). »At the Wedding of Gigi Gorgeous and Nats Getty«. The New York Times. ISSN 0362-4331. Arhivirano iz prvotnega spletišča dne 13. julija 2021. Pridobljeno 24. septembra 2020.
343. ↑  Reginato, James (8. julij 2022). »Book Excerpt: How A Branch of the Getty Family Became LGBTQ Icons«. LAmag - Culture, Food, Fashion, News & Los Angeles (v angleščini). Pridobljeno 18. julija 2024.
344. ↑  Member, James Reginato Newsweek Is A. Trust Project (23. junij 2022). »The Surprising Newsom, Pelosi and Harris Ties With the Getty Oil Dynasty«. Newsweek (v angleščini). Pridobljeno 22. julija 2025.